# Tricholoma vaccinum
Tricholoma vaccinum (Jacob Christian Schäffer, 1774 ex Paul Kummer, 1871) din încrengătura Basidiomycota, în familia Tricholomataceae și de genul Tricholoma, este o specie de ciuperci necomestibile care coabitează, fiind un simbiont micoriza, formând prin urmare micorize pe rădăcinile arborilor. O denumire populară nu este cunoscută. Acest burete destul de comun trăiește în România, Basarabia și Bucovina de Nord rar izolat, mai mult în grupuri, în păduri de conifere și mixte precum la marginea lor) preferat sub molizi, dar, de asemenea, uneori pe lângă pini. Apare pe sol acru, de la câmpie la munte, din (august) septembrie până în noiembrie.

## Taxonomie
Numele binomial a fost determinat de marele savant (Jacob Christian Schäffer în volumul 4 al operei sale Fungorum qui in Bavaria et Palatinatu circa Ratisbonam nascuntur Icones din 1774 și transferat corect la genul Tricholoma sub păstrarea epitetului de micologul german Paul Kummer în cunoscuta sa lucrare Der Führer in die Pilzkunde: Anleitung zum methodischen, leichten und sicheren Bestimmen der in Deutschland vorkommenden Pilze mit Ausnahme der Schimmel- und allzu winzigen Schleim- und Kern-Pilzchen din 1871. Acest taxon este numele curent în prezent (2020).
Toate celelalte încercări de redenumire sunt acceptate sinonim, dar, nefiind folosite, sunt neglijabile.
Numele generic este derivat din cuvintele de limba greacă veche (greacă veche τριχο=păr) și (greacă veche λῶμα=margine, tiv de ex. unei rochii), iar epitetul din cuvântul latin (latină vaccinium=ca vaca, aparținând vacii), datorită aspectului pălăriei.

## Descriere

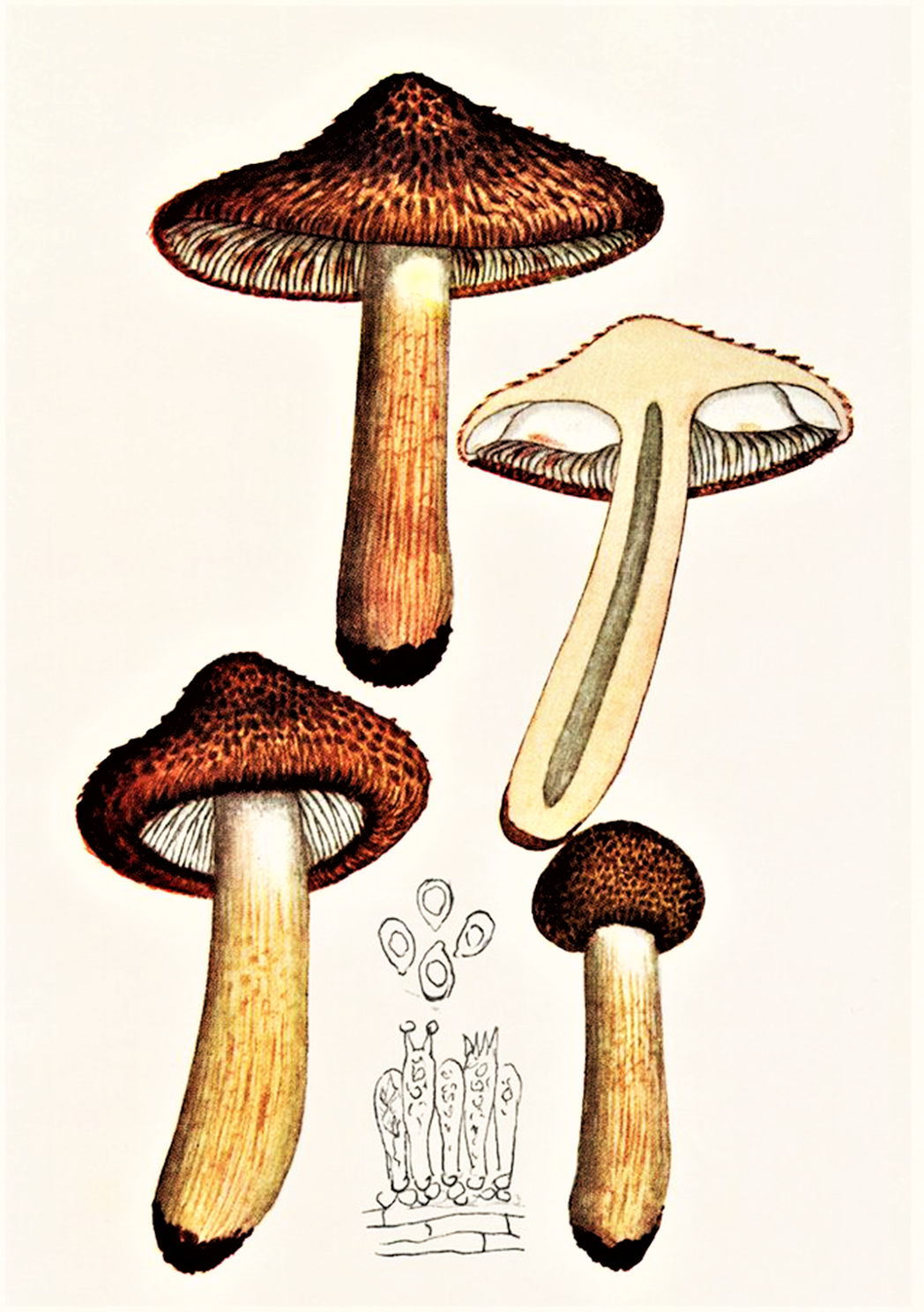
Bres.: Tricholoma vaccinum

- Pălăria: destul de compactă și cărnoasă are un diametru de 4-10 (13)cm, este inițial convexă, pentru ca la maturitate să devină plată și în sfârșit adâncită în mijloc, uneori cu o cocoașă mai puțin pronunțată în centru. Marginea răsucită spre interior pentru mult timp, apoi aplatizată, poartă un șir de franjuri lățoase, resturi ale vălului parțial. Cuticula uscată și mată care se poate îndepărta ușor de pălărie este acoperită de mulți solzi pâslos-lânoși, proeminent laterali și dispuși concentric pe un fond neted și striat radial. Coloritul tinde de la roșu cald până la brun arămiu, fiind în mijloc mai închis.
- Lamelele: cu muchii slab zimțate, inițial albicioase până gălbuie, înroșind mai târziu, sunt destul de subțiri, foarte îndesate și de acea uneori ondulate spre margine, intercalate, aderate bombat la picior (numit: șanț de castel), uneori dințat decurente și acoperite în tinerețe cu o cortină crem-albuie (vălul parțial).
- Piciorul: care nu prezintă o zonă inelară, are o înălțime de 4-10cm și o lățime de 1-2cm, este solid, longitudinal fibros, cilindric, ceva îngroșat spre bază și la început plin pe dinăuntru, dar gol la bătrânețe. Suprafața uscată, este deschis maronie în partea de sus, sub pălărie chiar albicioasă, presărată cu solzișori fibrilari bruni, iar spre bază brun-roșiatică sau brună.
- Carnea: este destul de groasă și solidă, în pălărie inițial de culoare albă, apoi înroșind adesea cu un aspect crem-maroniu precum deja destul de timpuriu brun-roșiatică în picior. Nu se decolorează în urma unei tăieri. Are un miros slab pământos, precum un gust destul de iute și amar.[3][4]
- Caracteristici microscopice: prezintă spori groși, globuloși până slab ovoidali, gutulați, netezi, hialini (translucizi), neamilozi (nu se decolorează cu reactivi de iod) cu o picătură uleioasă mare în centru, măsurând 6-8 x 5-6 microni. Pulberea lor este albă. Basidiile clavate cu 2-4 sterigme fiecare, măsoară 25-30 x 6-7 microni. Cistidele (elemente sterile situate în stratul himenal sau printre celulele din pielița pălăriei și a piciorului, probabil cu rol de excreție) asemănătoare cu vârfuri rotunjite sunt mai mici care însă lipsesc în himeniu.[10]
- Reacții chimice: lamelele se decolorează cu formol ocru și carnea precum cuticula cu hidroxid de potasiu brun, iar coaja piciorului brun-negricios.[11][12]

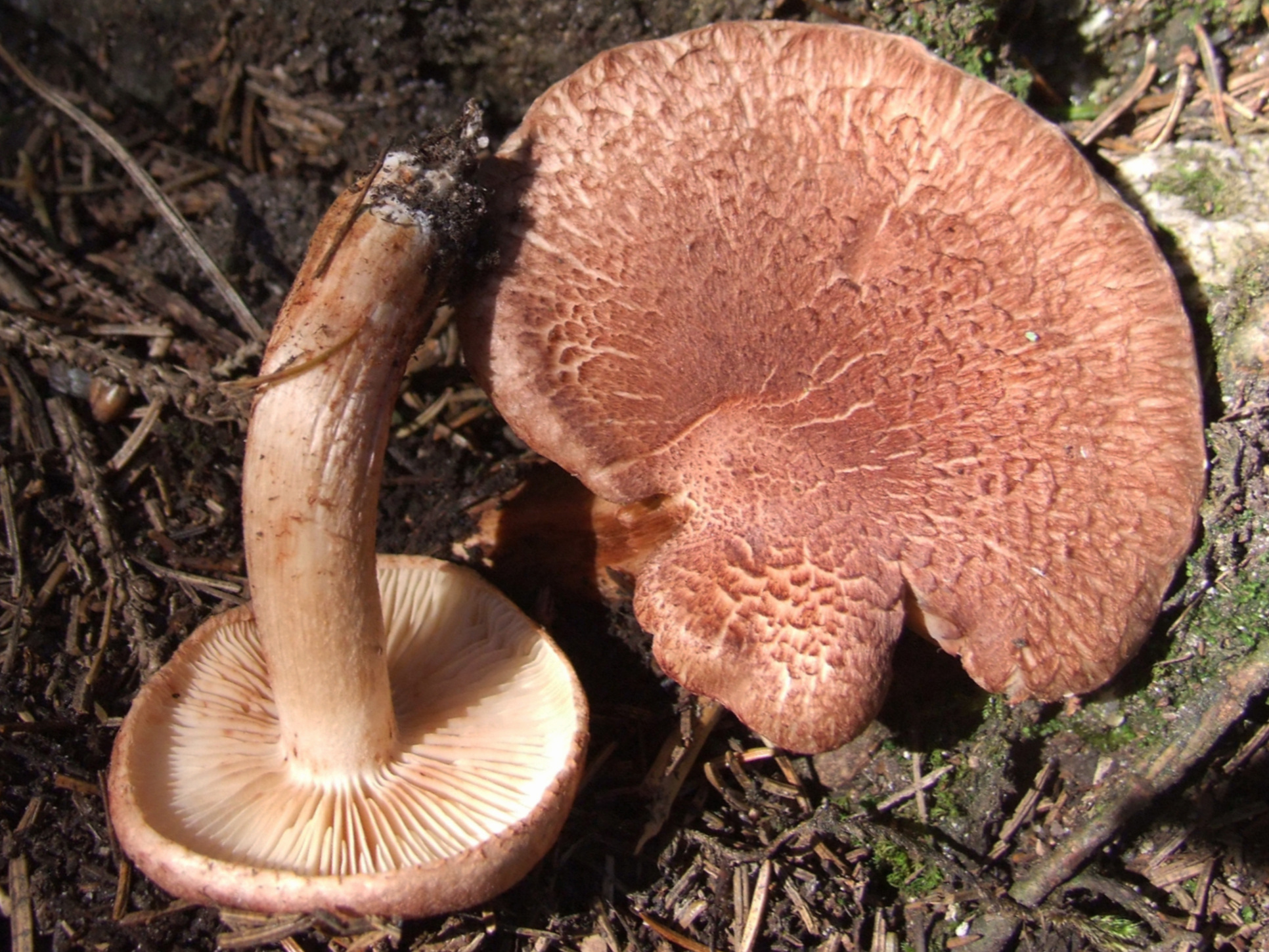
T. vaccinum, pălărie, lamele și picior
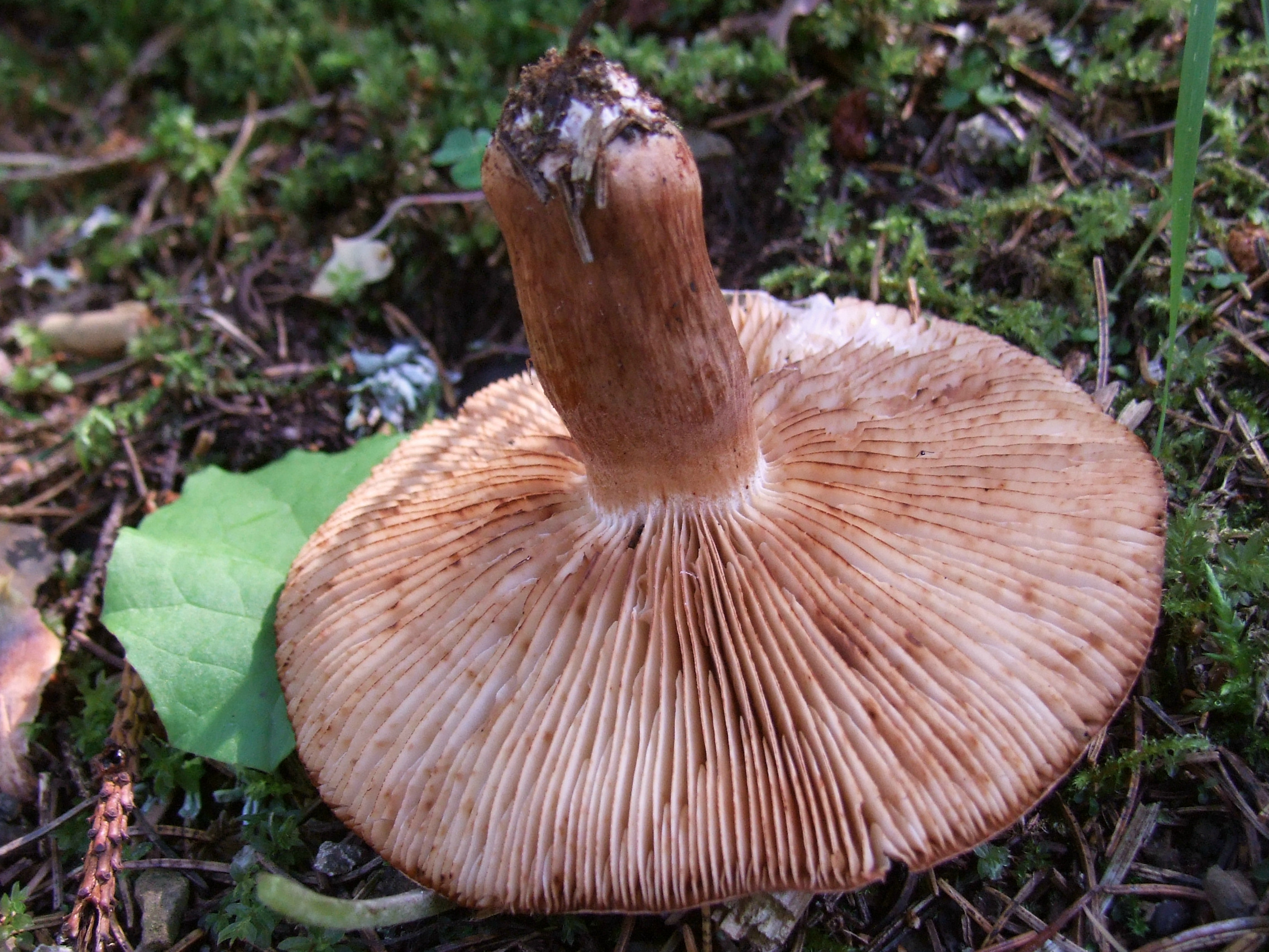
T. vaccinum, lamele și picior din apropiere
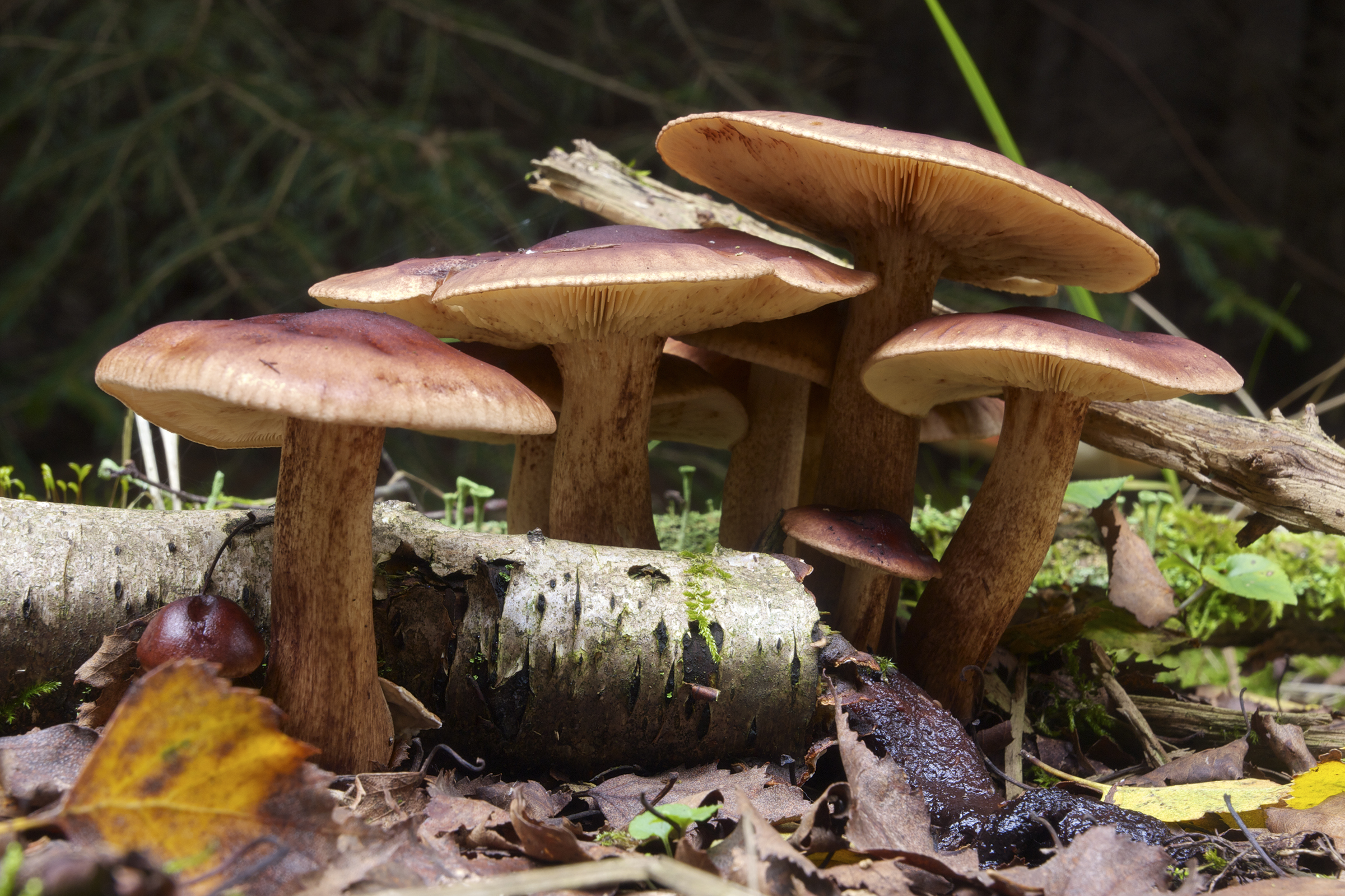
T. vaccinum mai tineri
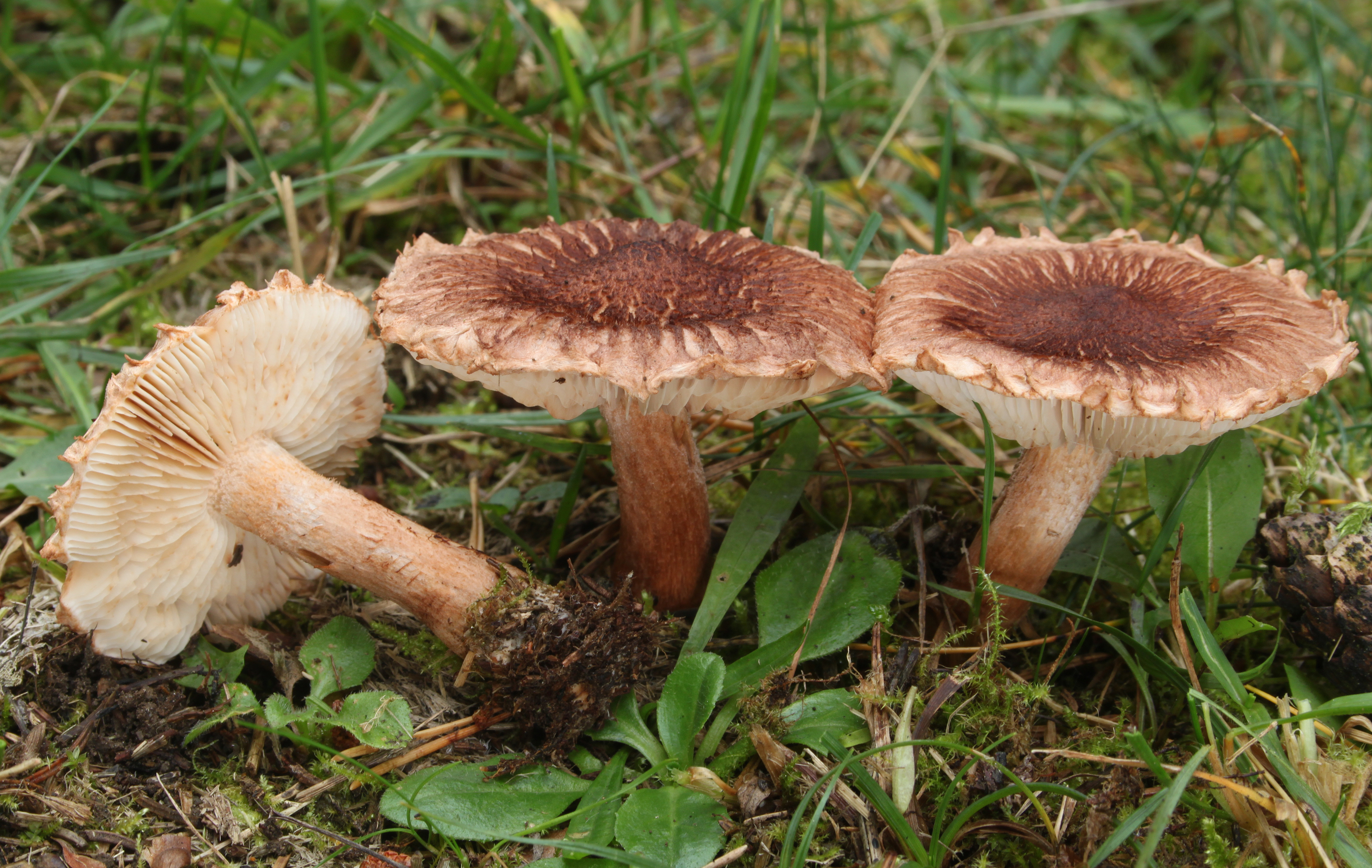
T. vaccinum bătrâni
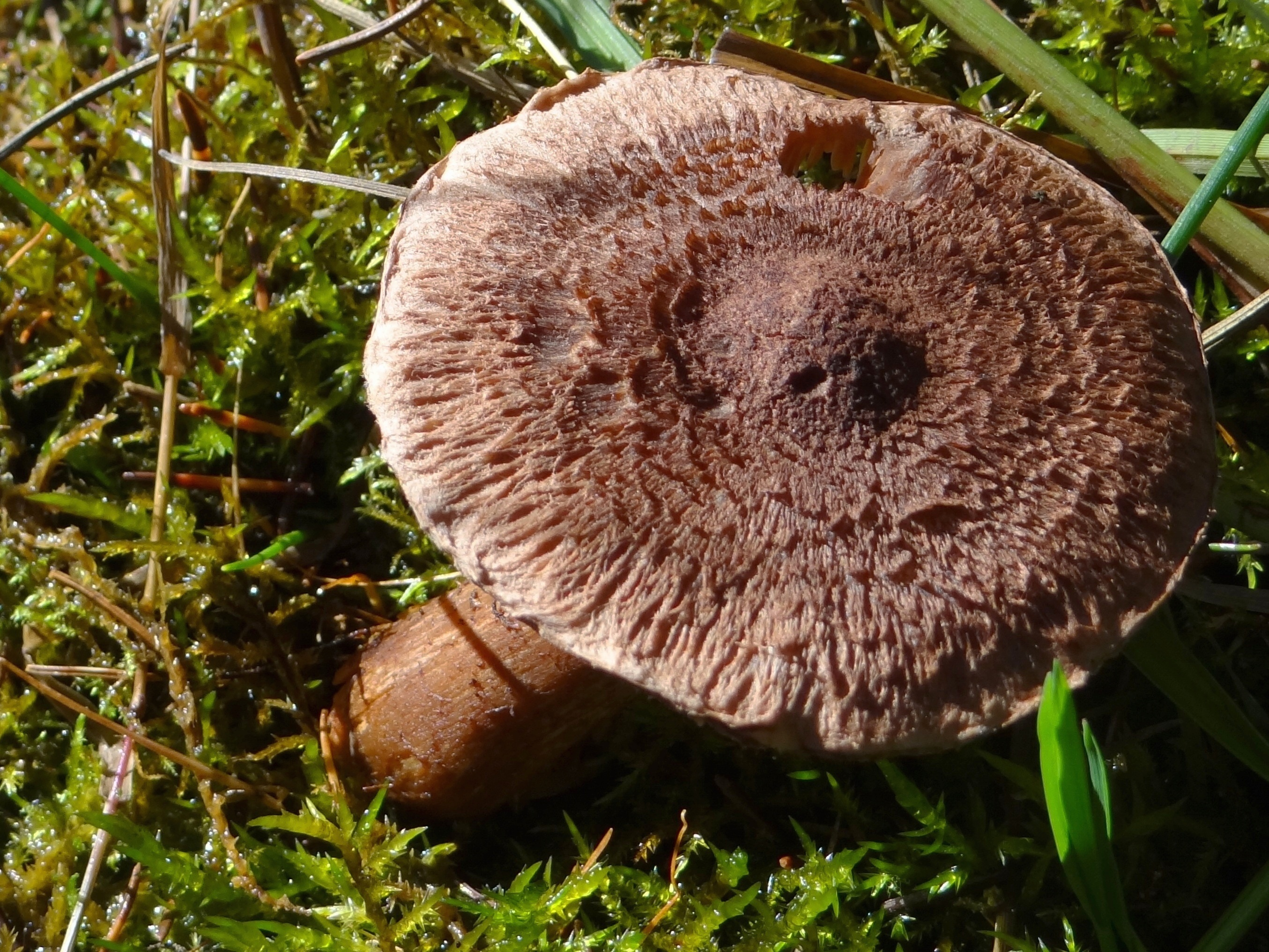
T. vaccinum bătrân, suprafață din apropiere

## Confuzii
Ciuperca poate fi confundată cu de exemplu: Tricholoma albobrunneum sin. Tricholoma striatum (otrăvitor), Tricholoma apium (comestibil, se dezvoltă în păduri de conifere sub molizi și pini, miros de țelină sau Maggi, gust blând), Tricholoma argyraceum (comestibil), Tricholoma batschii (otrăvitor, foarte amar), Tricholoma caligatum (comestibil), Tricholoma cingulatum (comestibil), Tricholoma fucatum (comestibil, dar de valoare scăzută, carne slab gălbuie, miros de făină și gust identic, neamar, trăiește în păduri de conifere), Tricholoma fulvum (necomestibil, pălărie brun-gălbuie până brun roșiatică, lamele pal gălbuie care devin la bătrânețe ruginii, miros de făină, gust amărui-făinos), Tricholoma imbricatum (comestibil, dar de calitate inferioară, se dezvoltă  în același habitat ca specia descrisă, dar sub pini, suprafață maronie, solzos-fibroasă, cu miros făinos, și gust blând până slab amar), Tricholoma orirubens (comestibil), Tricholoma populinum (comestibil), Tricholoma psammopus (necomestibil),  Tricholoma scalpturatum (comestibil) Tricholoma sejunctum (necomestibil, trăiește numai în simbioză cu arbori foioși, nu se dezvoltă pe sol nisipos, ci pe cel calcaros și argilos, miros fructuos de castraveți, nu făinos, gust amar), Tricholoma stans (necomestibil), Tricholoma terreum (comestibil, savuros) Tricholoma ustale ((slab otrăvitor), Tricholoma ustaloides (necomestibil, se dezvoltă în păduri de conifere pe lângă pini pe sol nisipos, cuticulă destul de vâscoasă, miros făinos, gust destul de amar), Tricholoma virgatum (otrăvitor) sau chiar cu speciile otrăvitoare până letale Inocybe asterospora (letal, crește pe sol calcaros în păduri de foioase, la marginea lor, pe lângă poteci și drumuri, miros dezgustător spermatic, gust blând, dar neplăcut), Inocybe dulcamara (otrăvitoare), Inocybe lacera (apare deja din mai în păduri mixte, pe arsuri, preferând un sol nisipos și necalcaros, miros spermatic, ceva putred, gust blând), Inocybe lanuginosa (otrăvitoare, posibil letală), sau Paxillus involutus.

## Specii asemănătoare în imagini

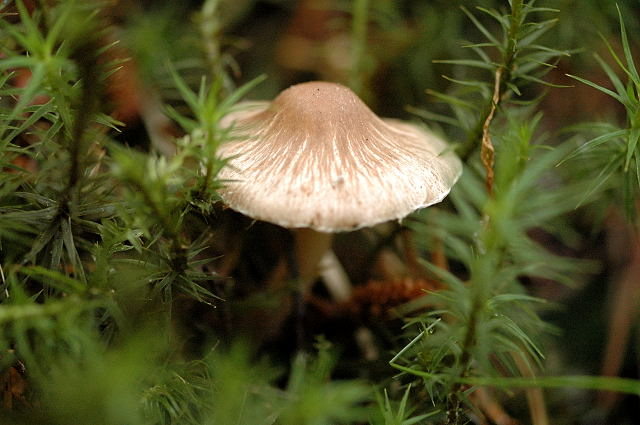
!!!Inocybe asterospora!!!
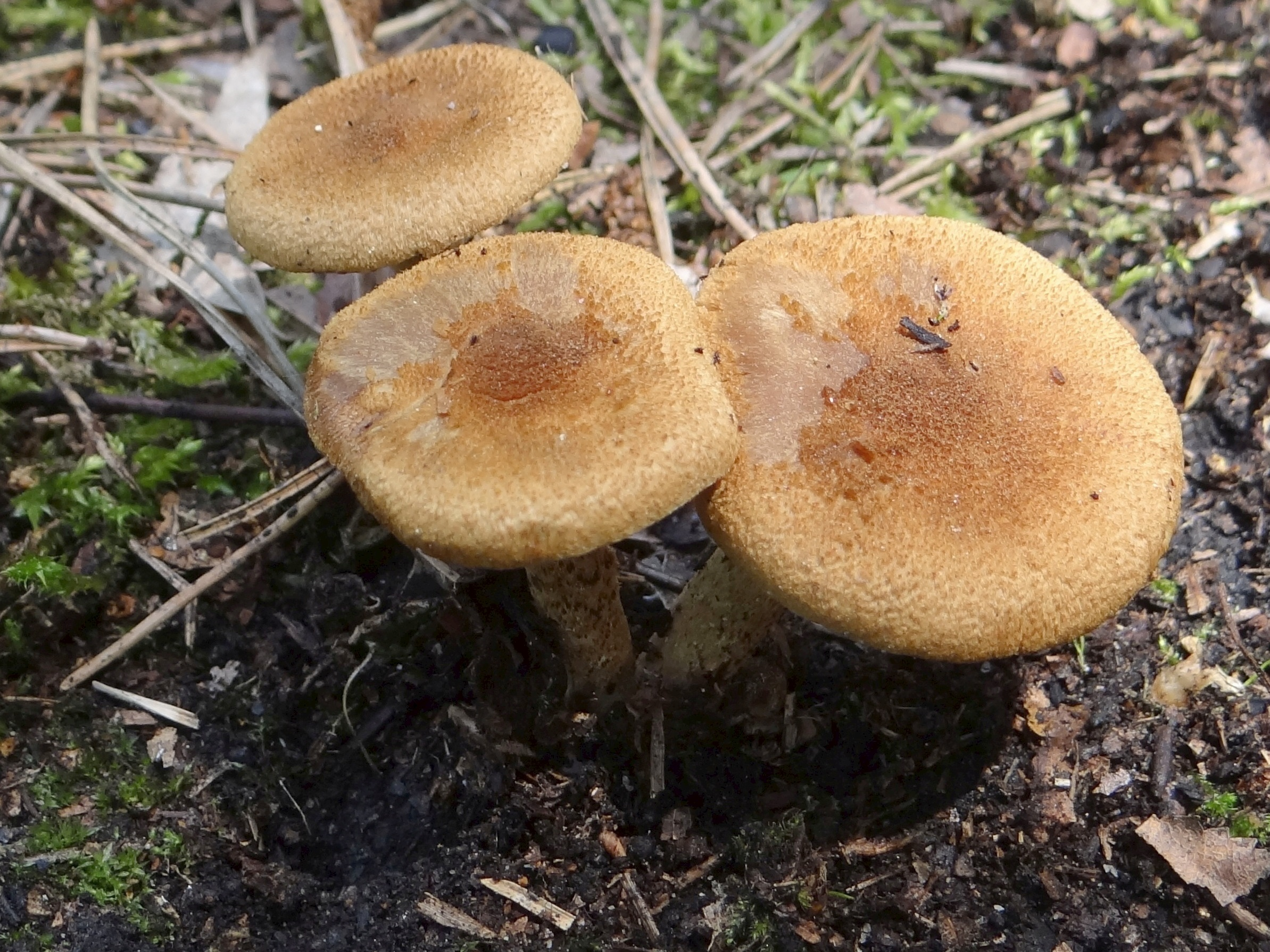
!!Inocybe dulcamara!!
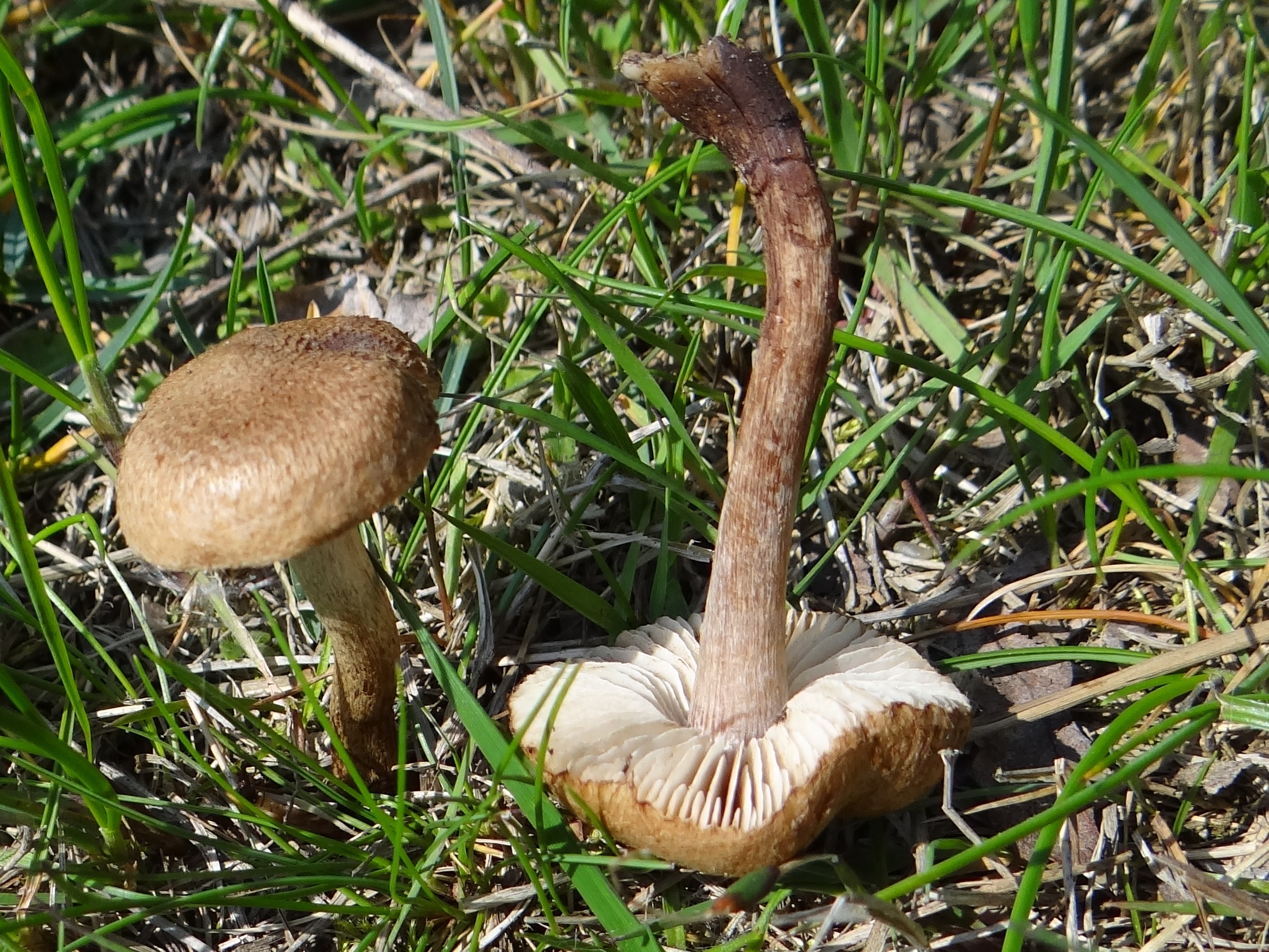
!!!Inocybe lacera!!!
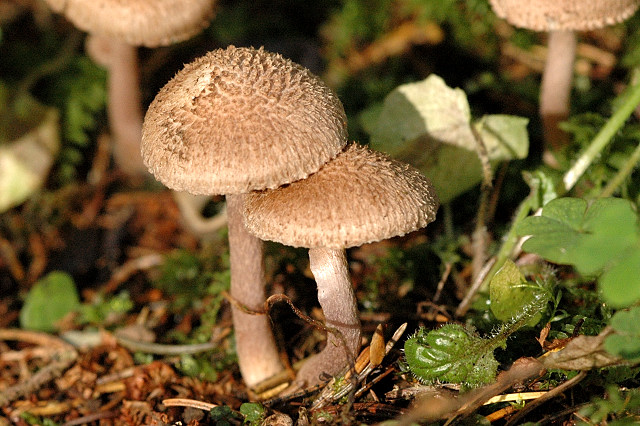
!!!Inocybe lanuginosa!!!
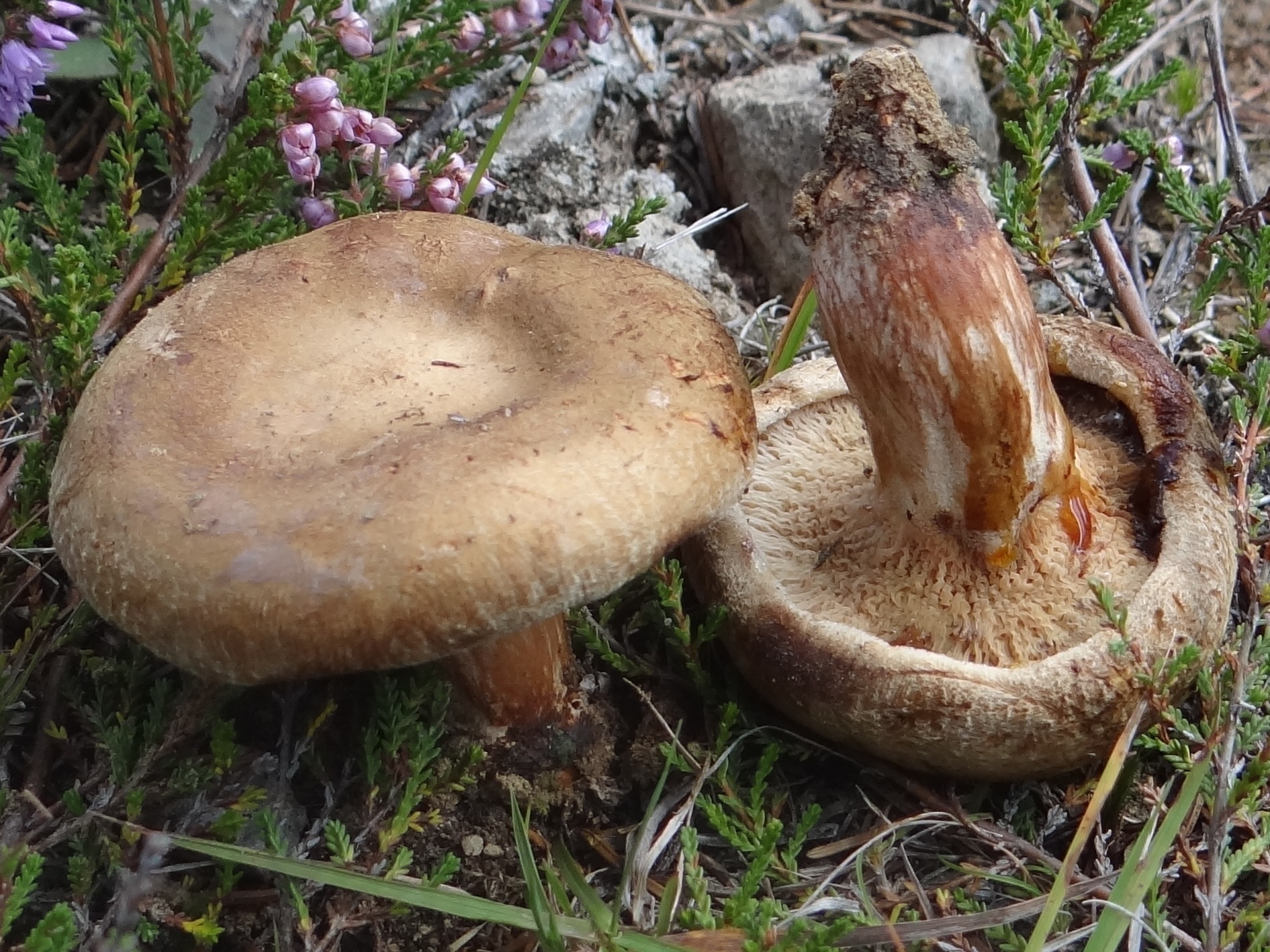
!!!Paxillus-involutus!!!

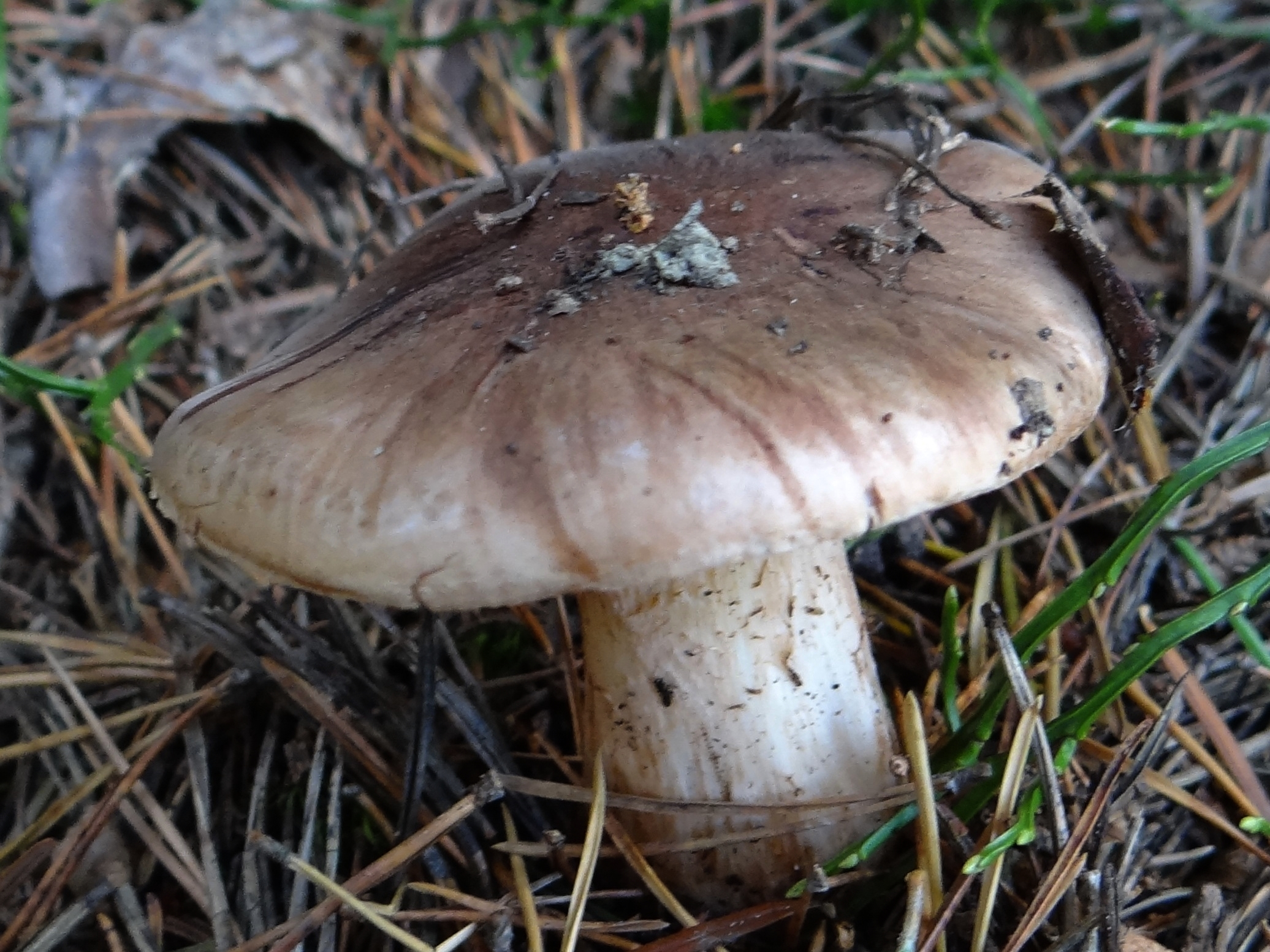
!!Tricholoma albobrunneum sin. Tricholoma striatum!!
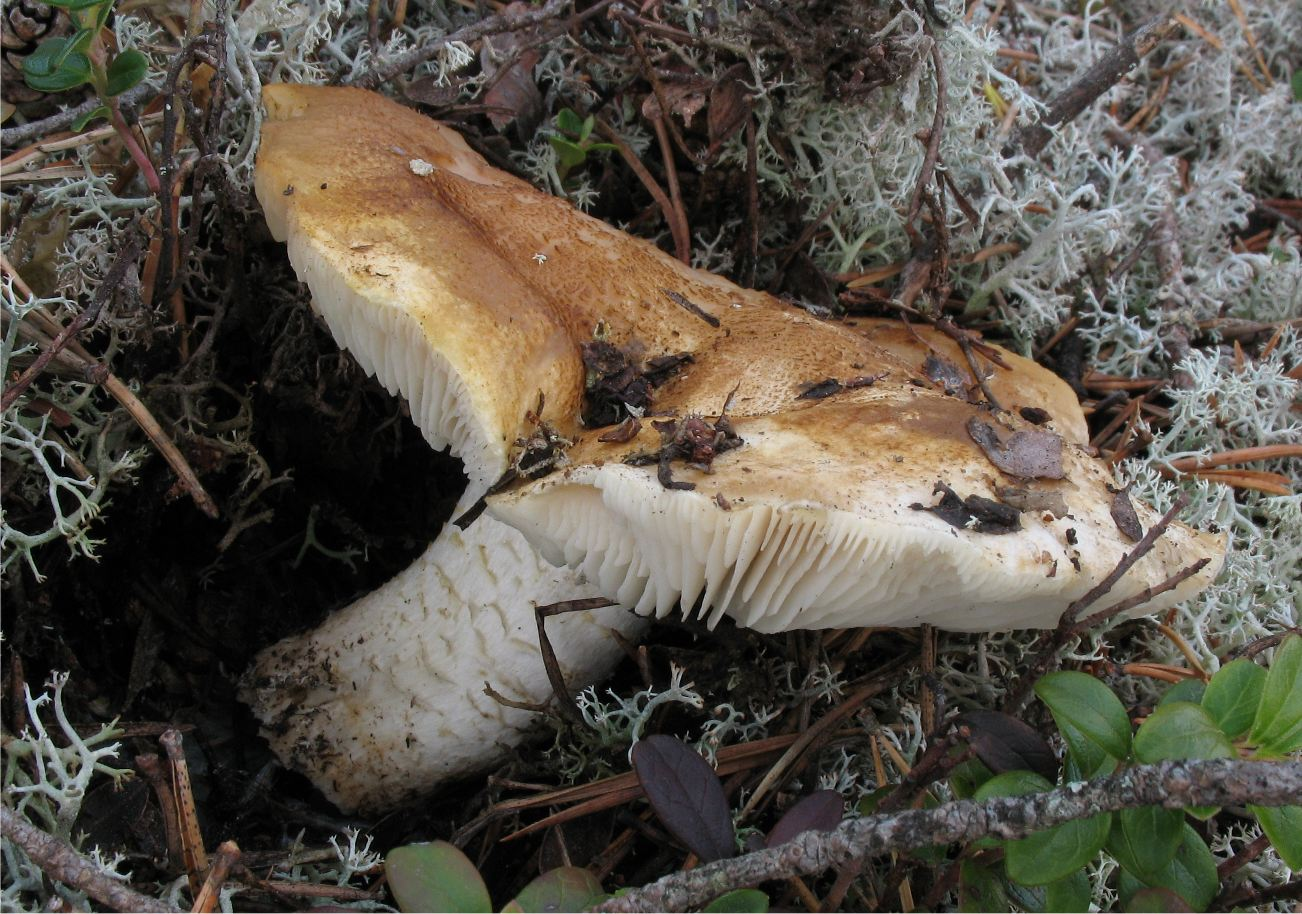
Tricholoma apium
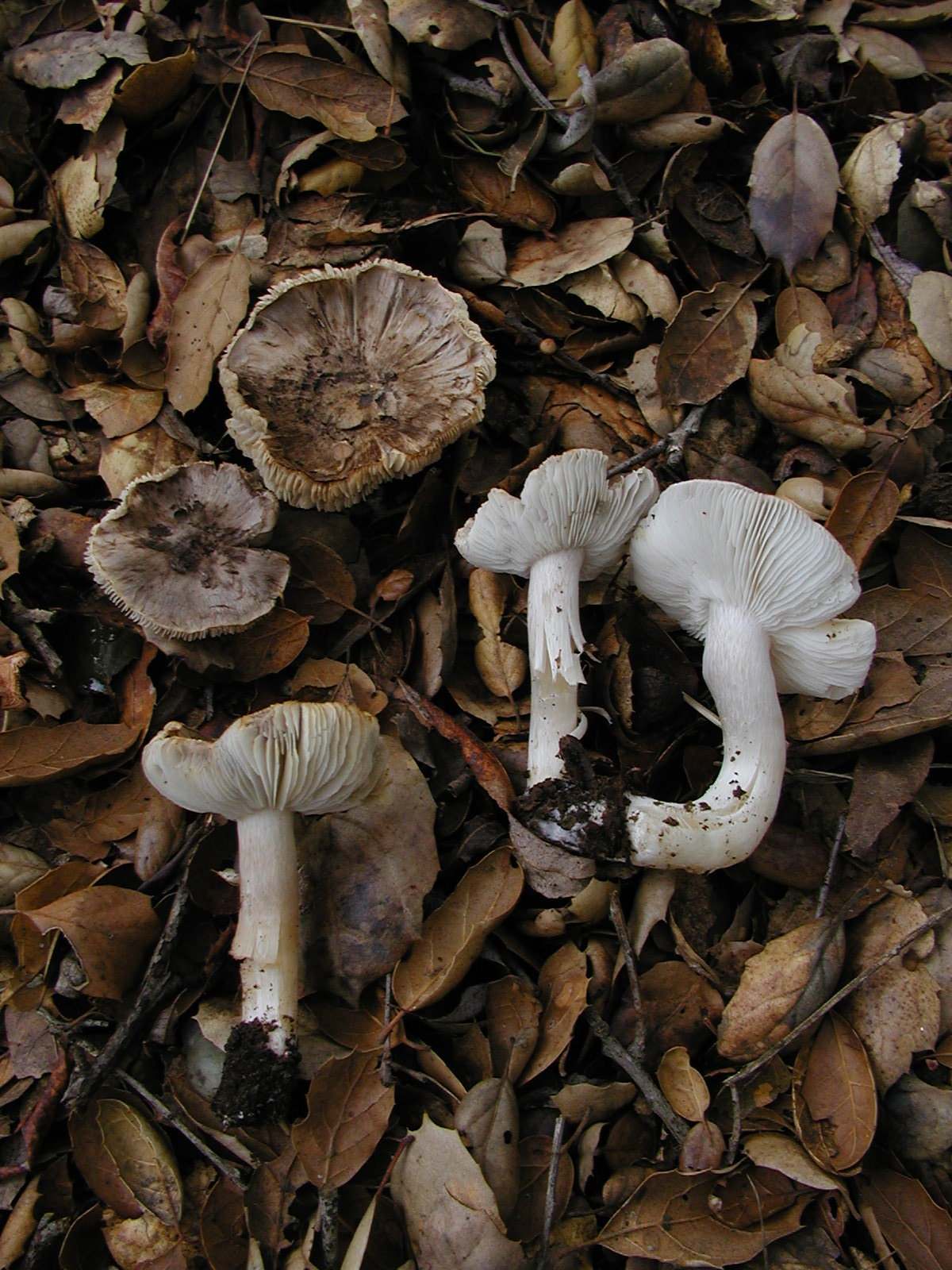
Tricholoma argyraceum
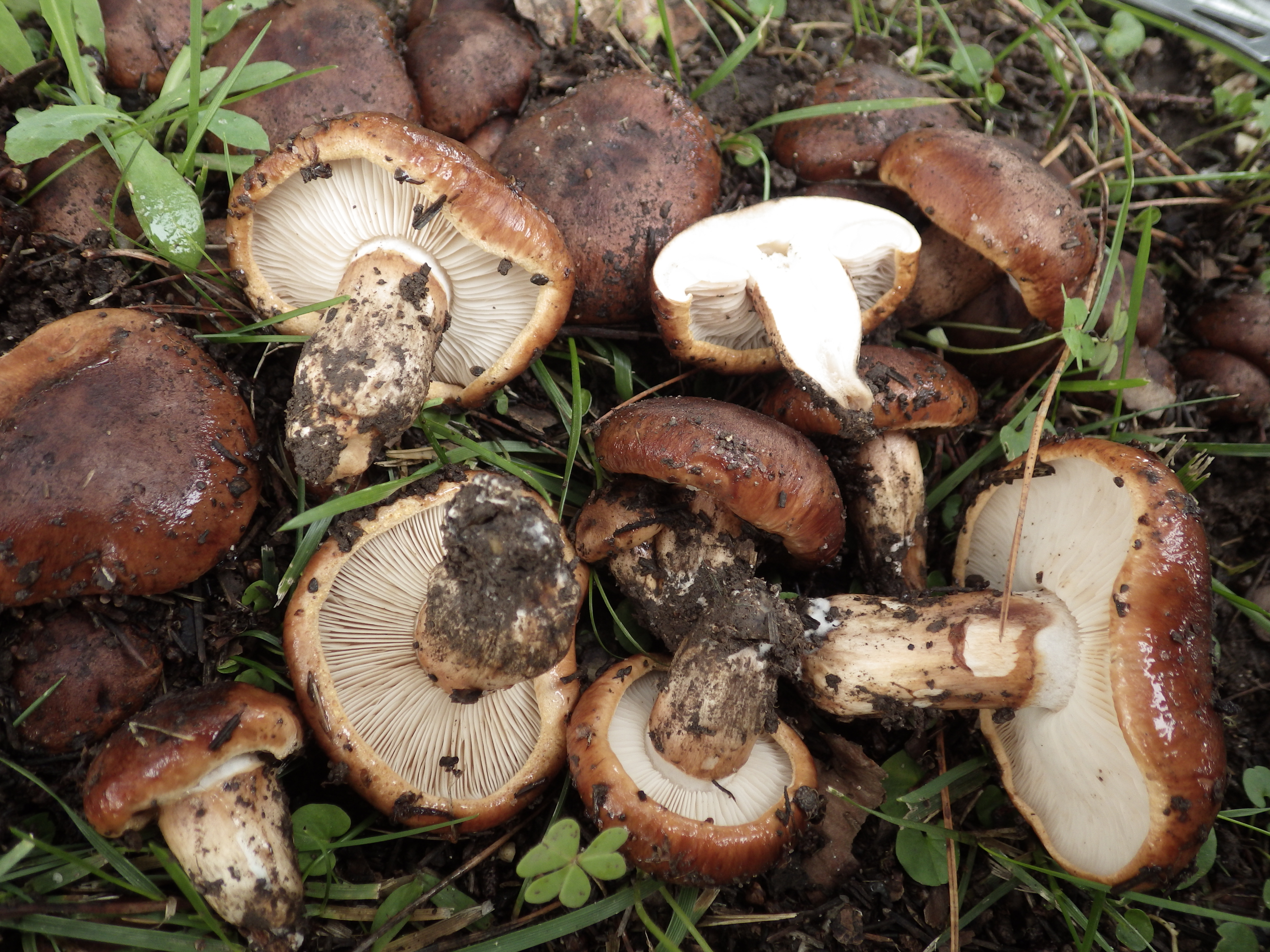
!!Tricholoma batschii!!
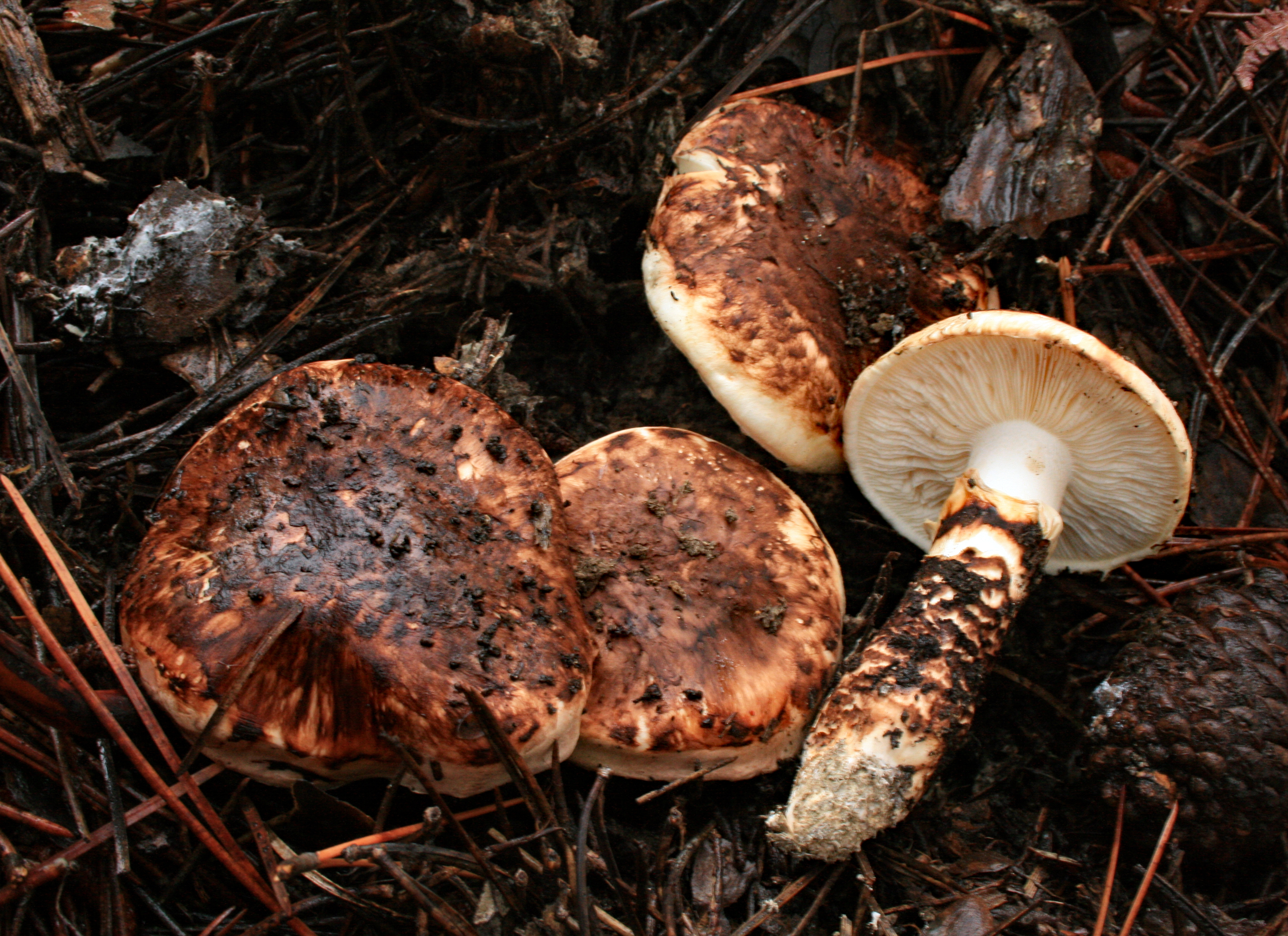
Tricholoma caligatum

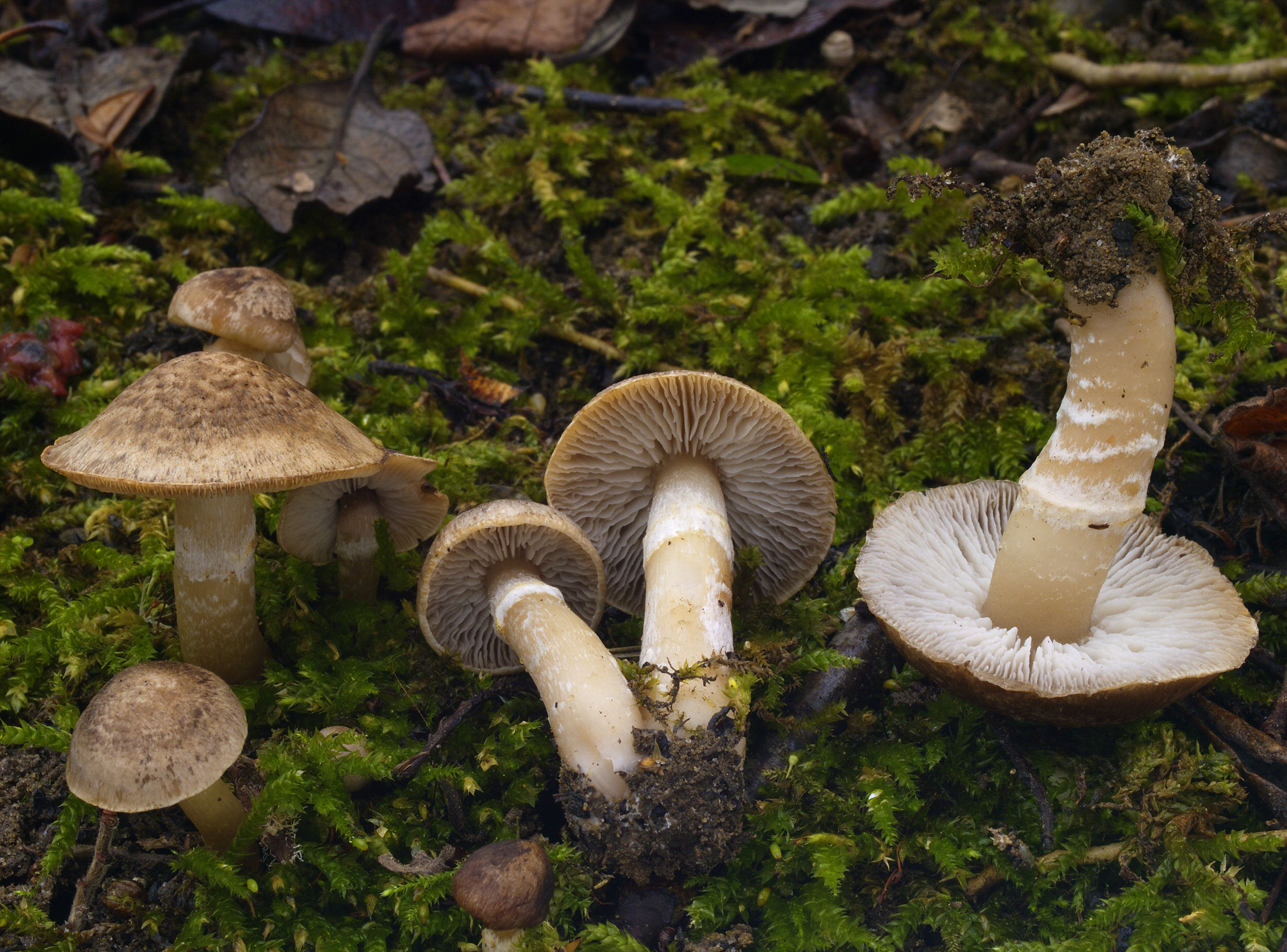
Tricholoma cingulatum
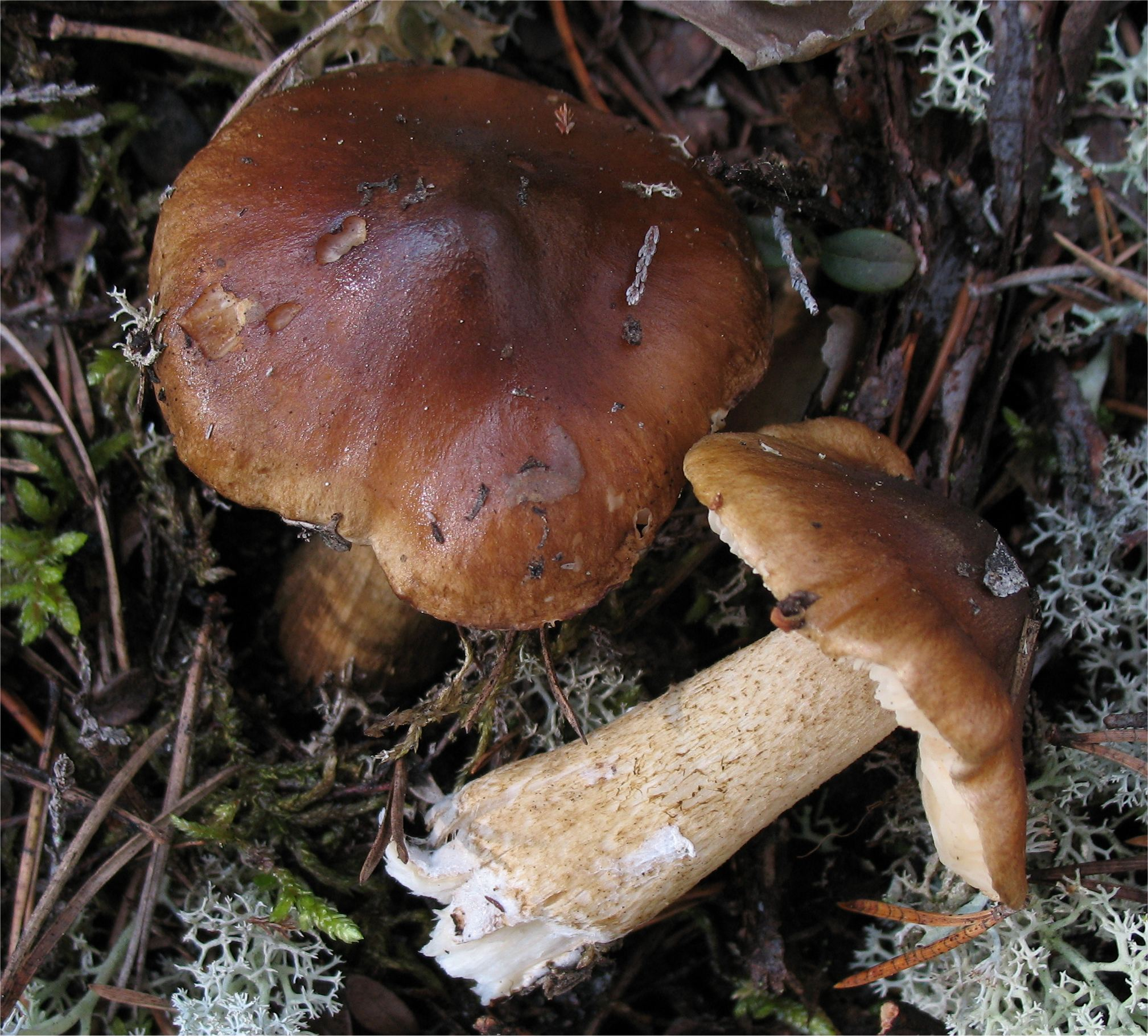
Tricholoma fucatum
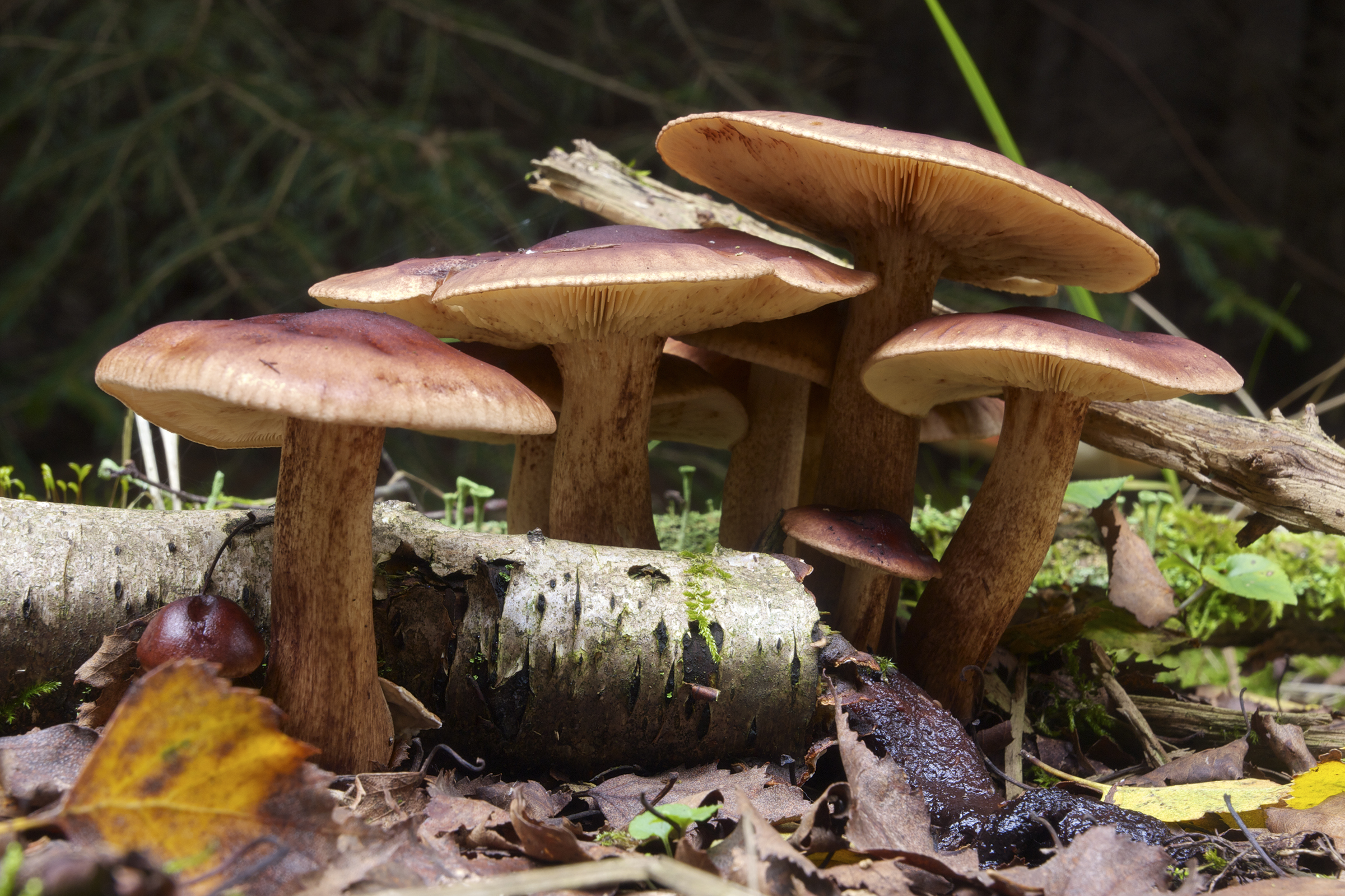
!Tricholoma fulvum!
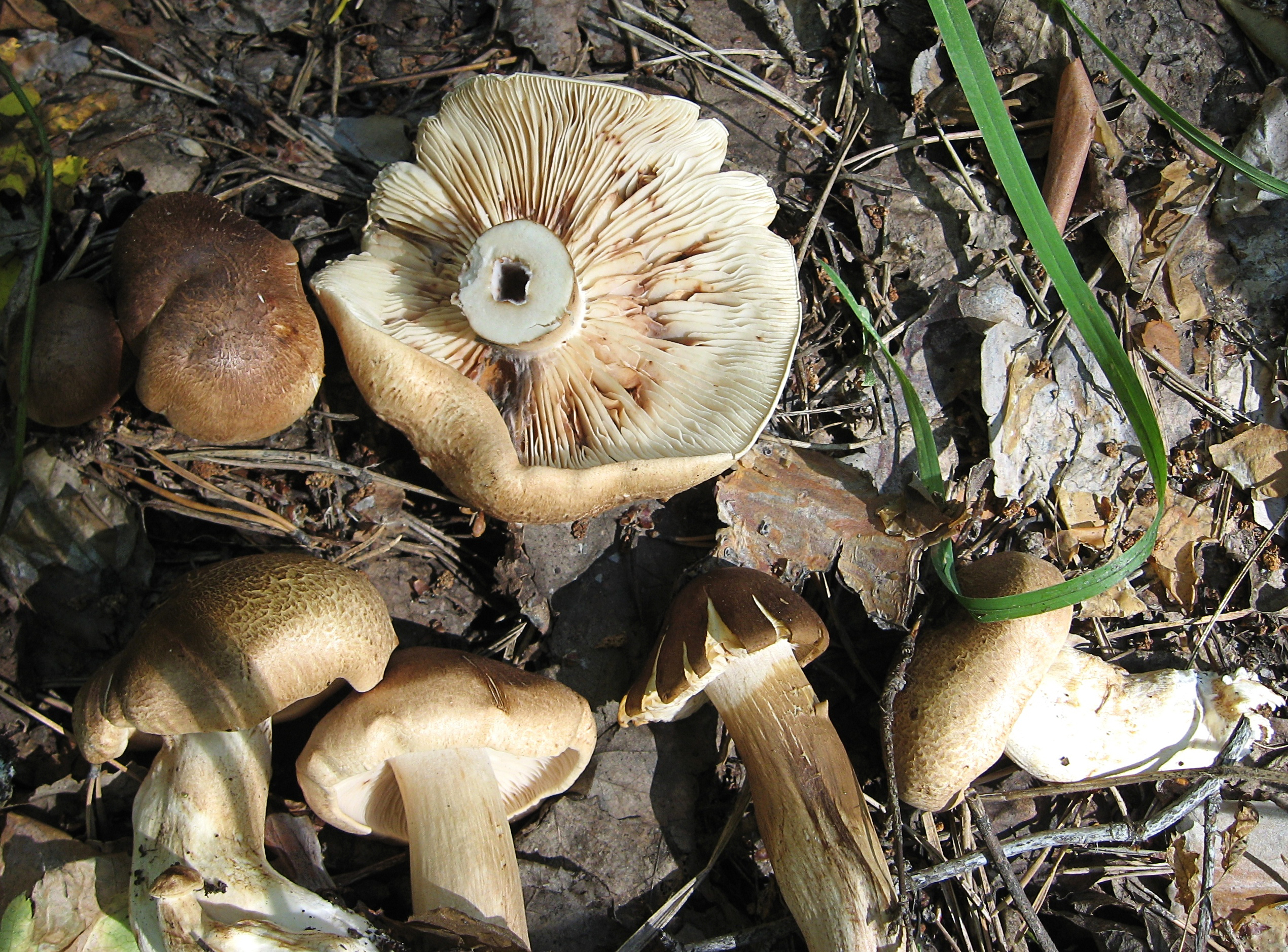
Tricholoma imbricatum
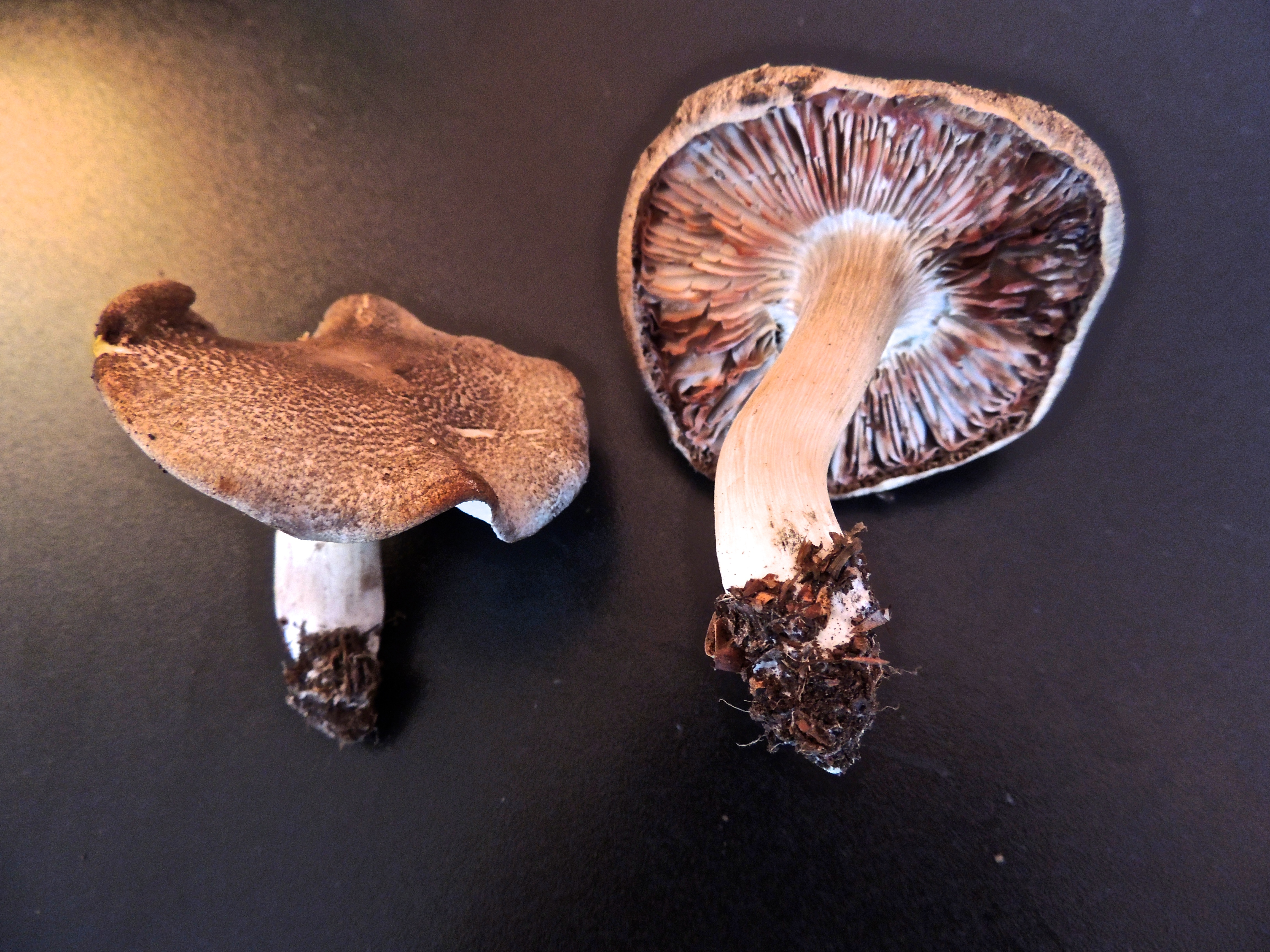
Tricholoma orirubens

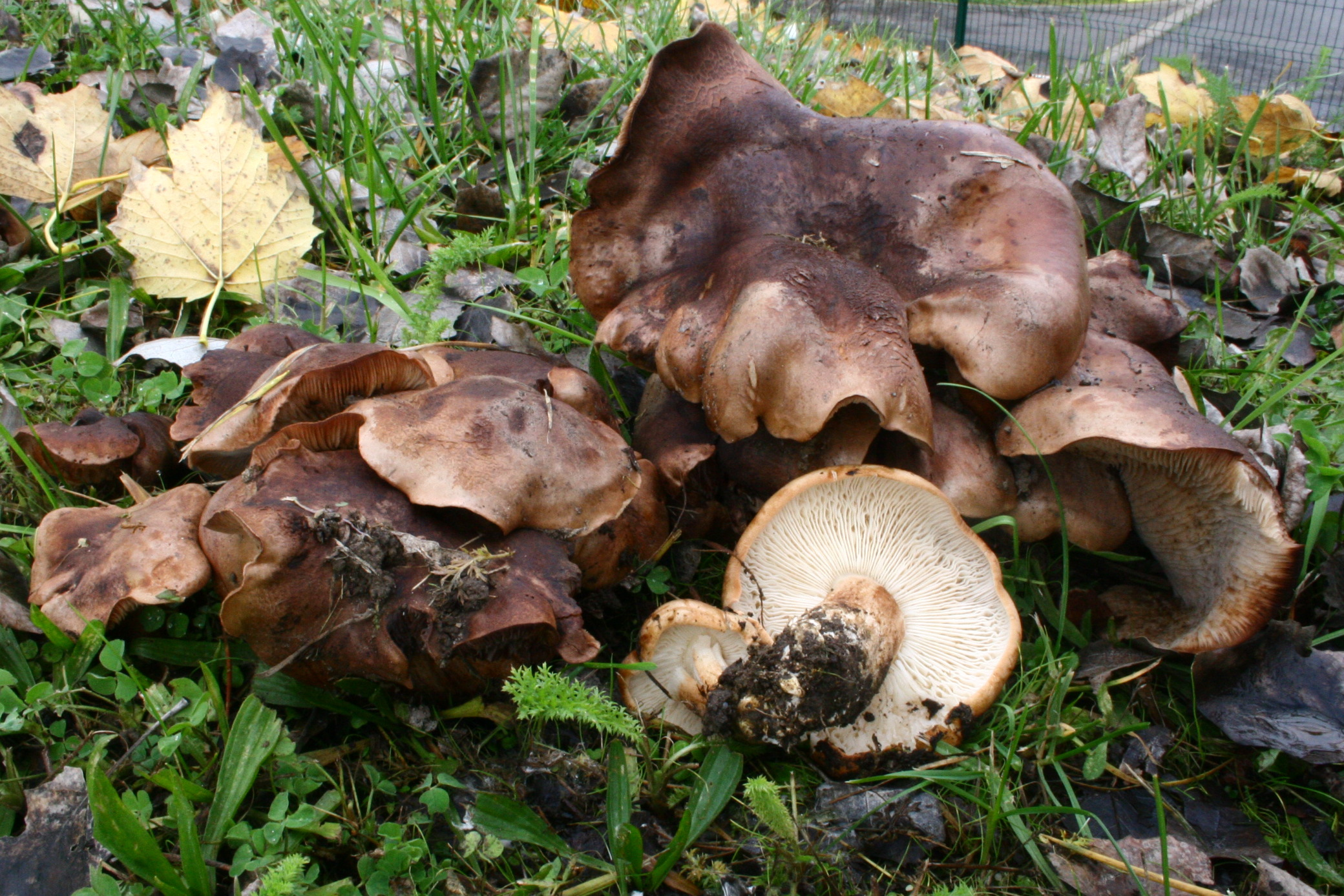
Tricholoma populinum
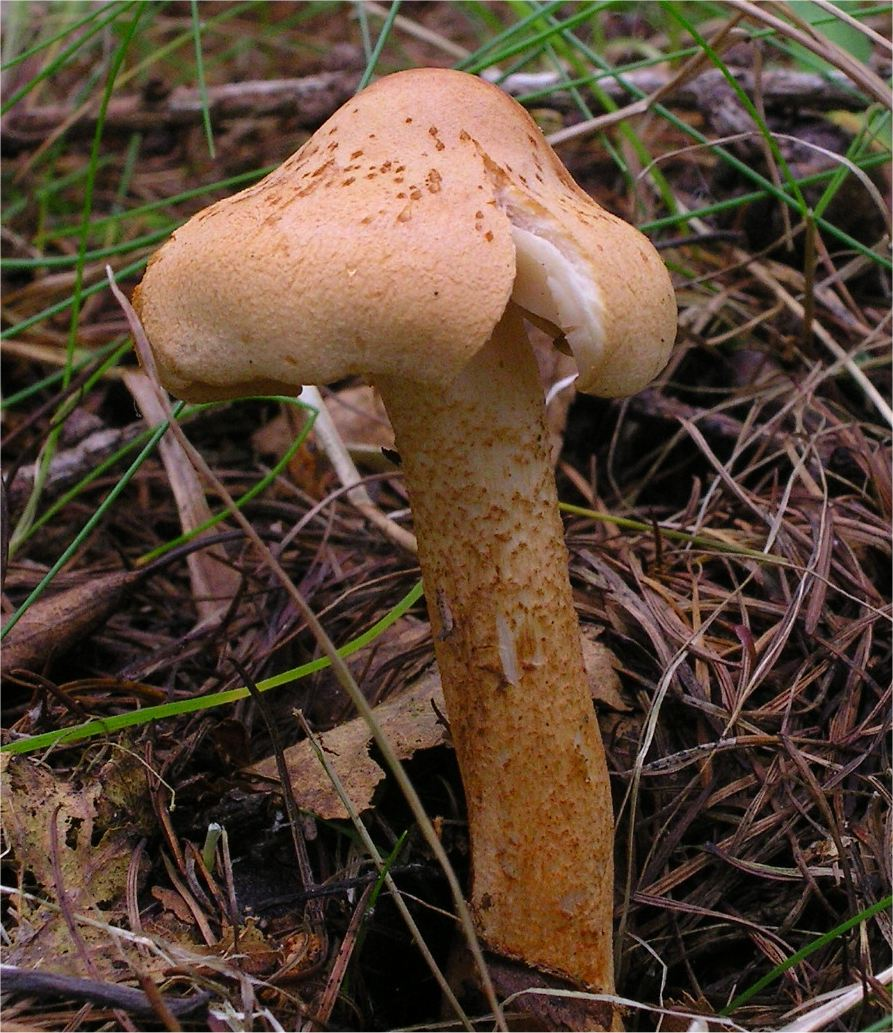
!Tricholoma psammopus!
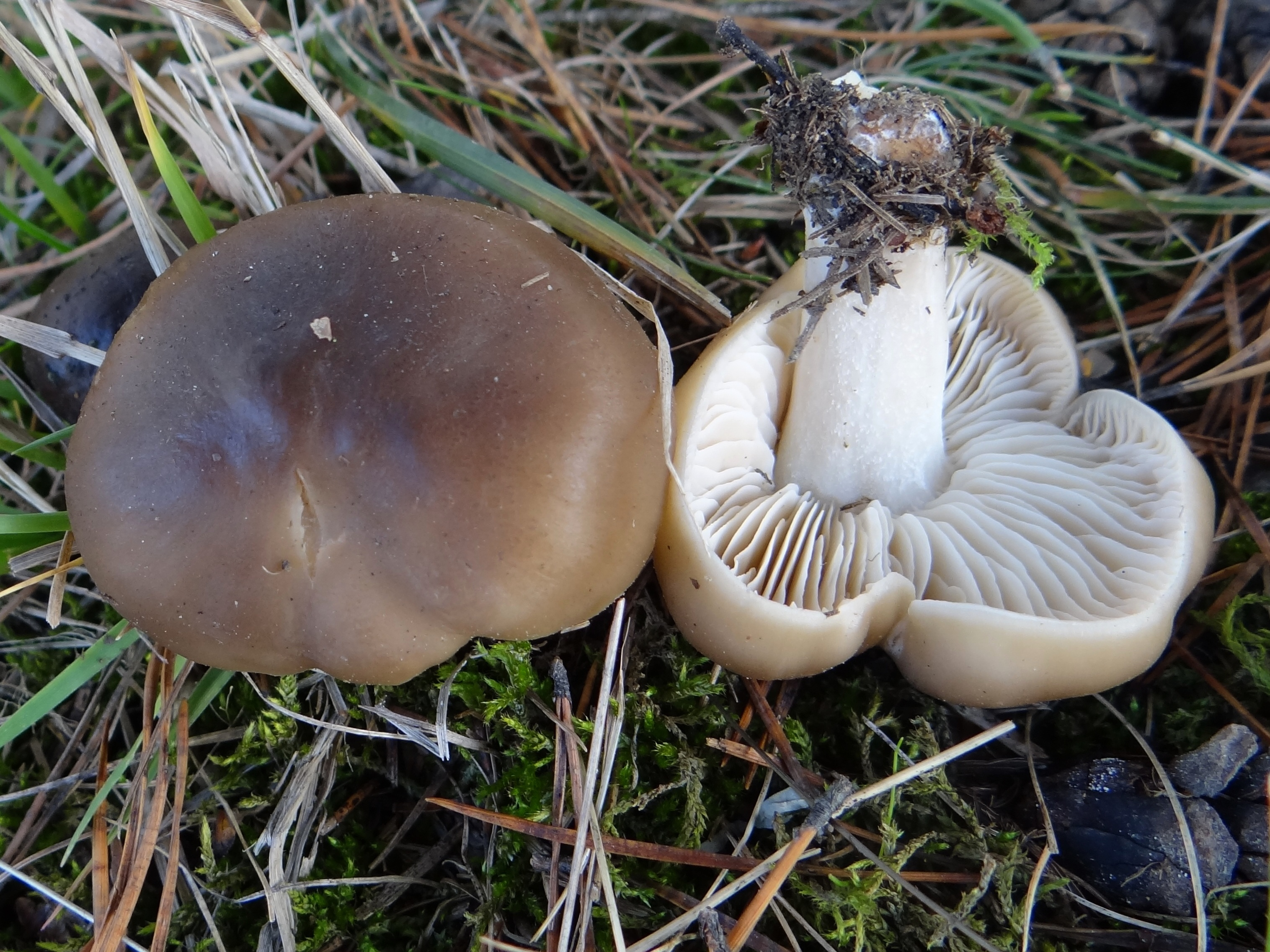
!Tricholoma saponaceum!
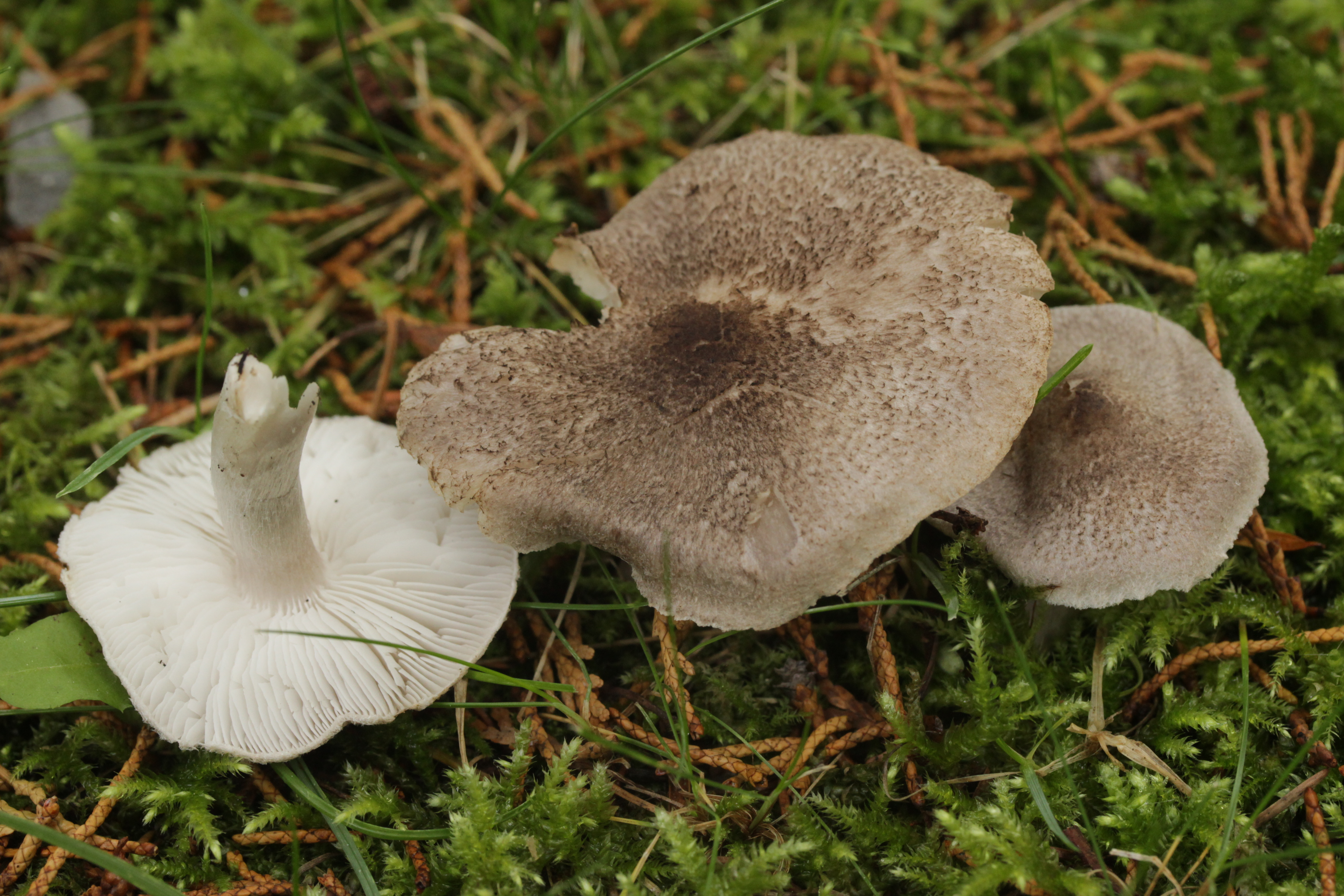
Tricholoma scalpturatum
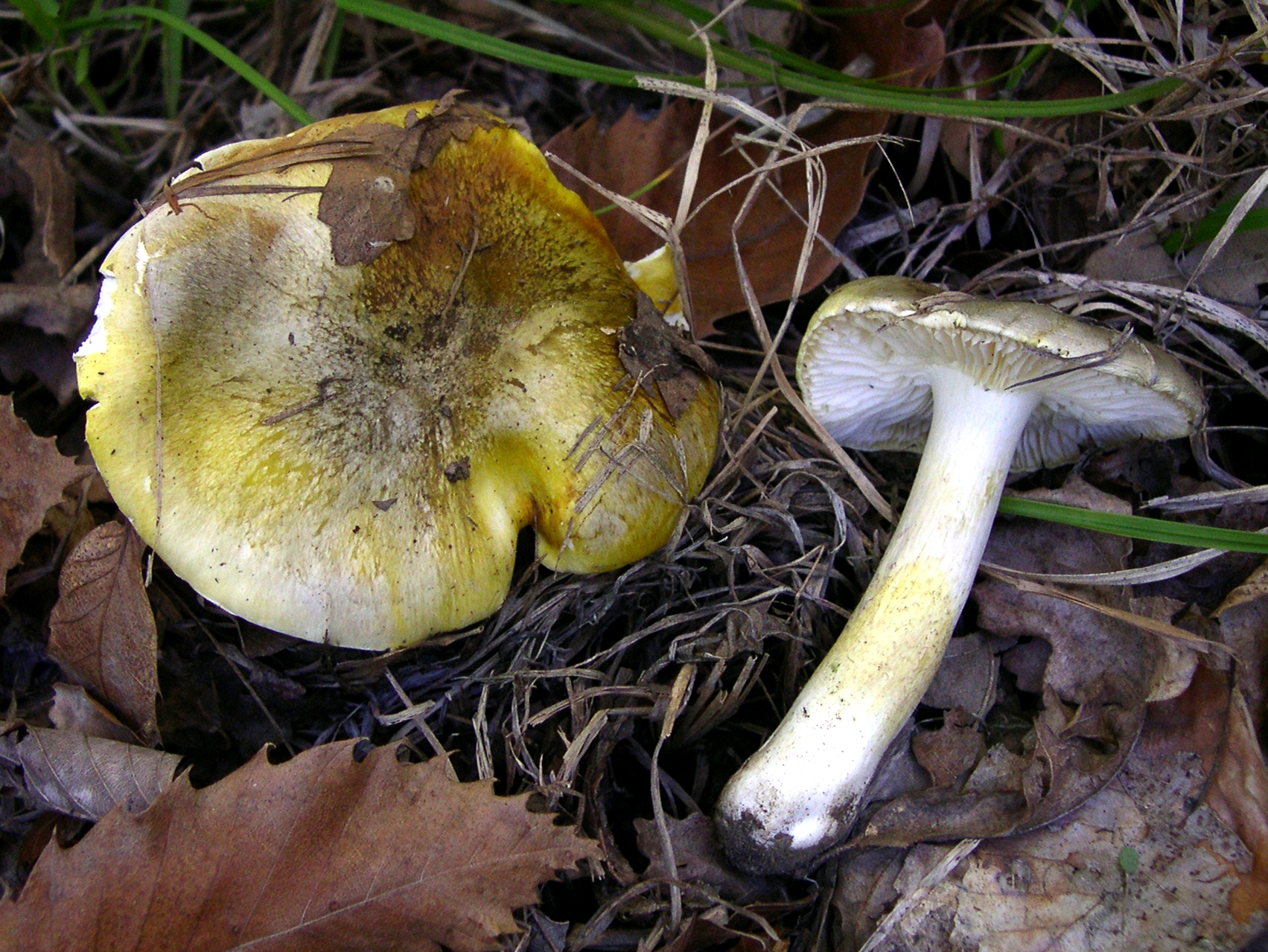
!Tricholoma sejunctum!

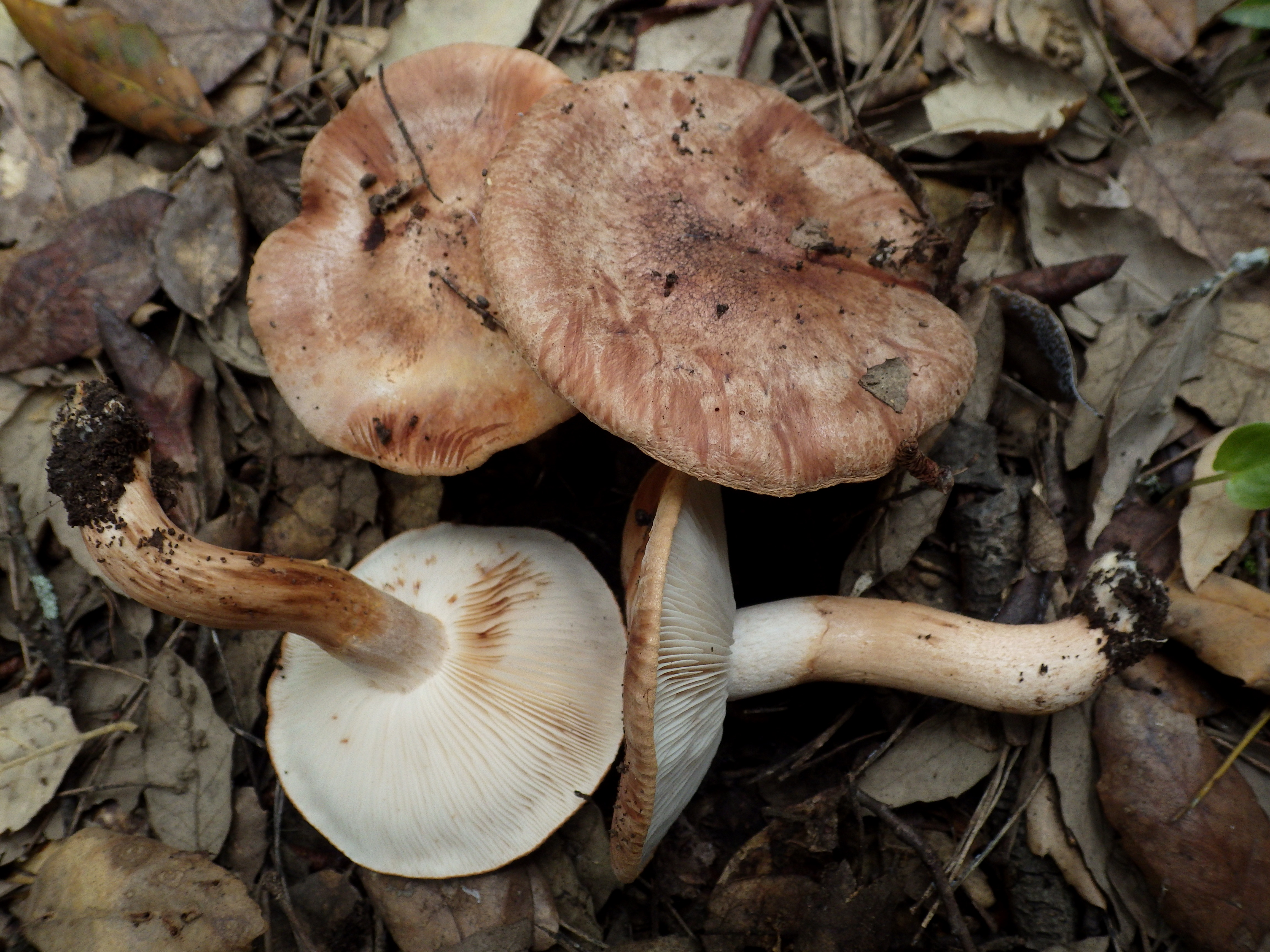
!Tricholoma stans!
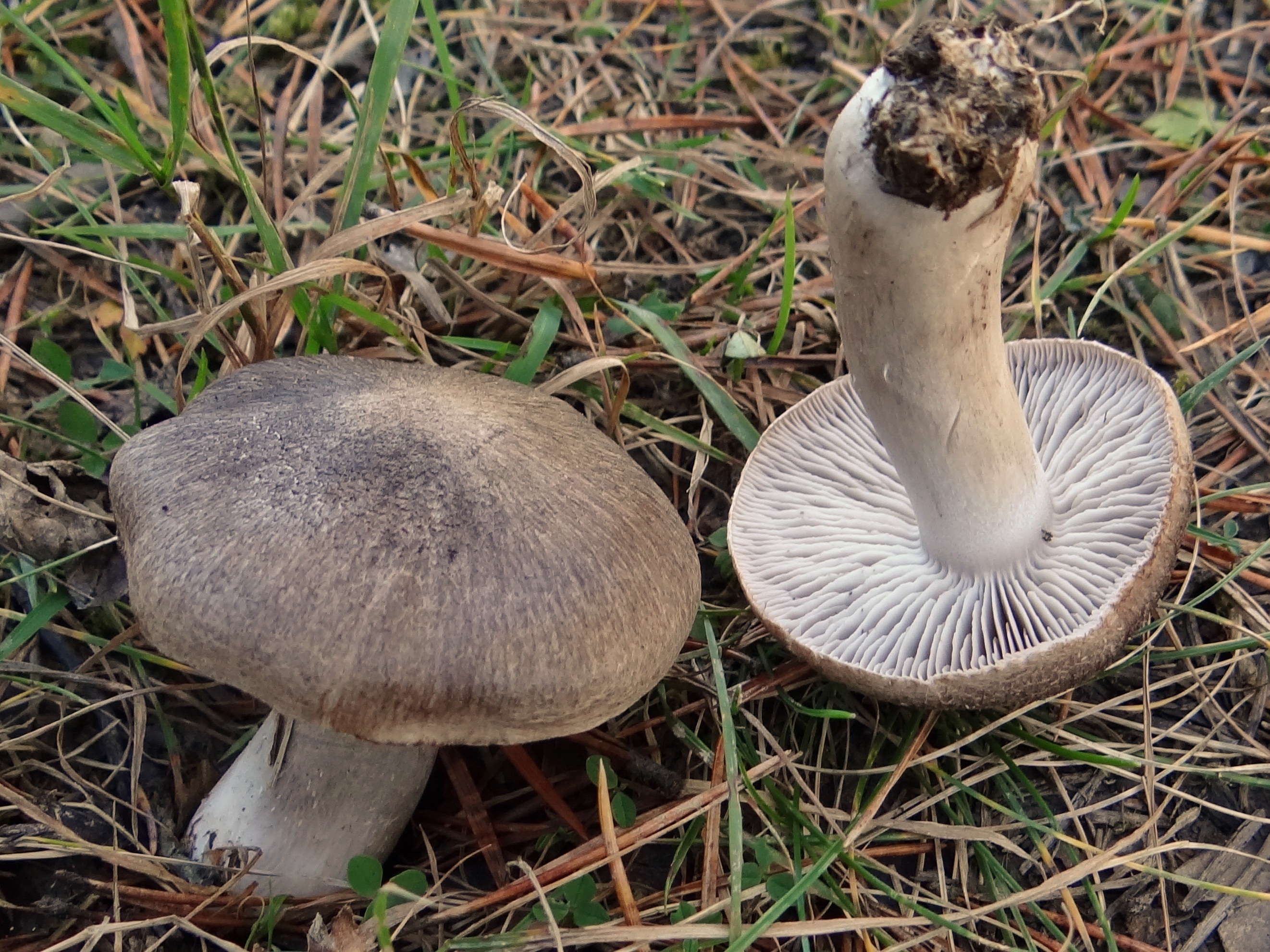
Tricholoma terreum
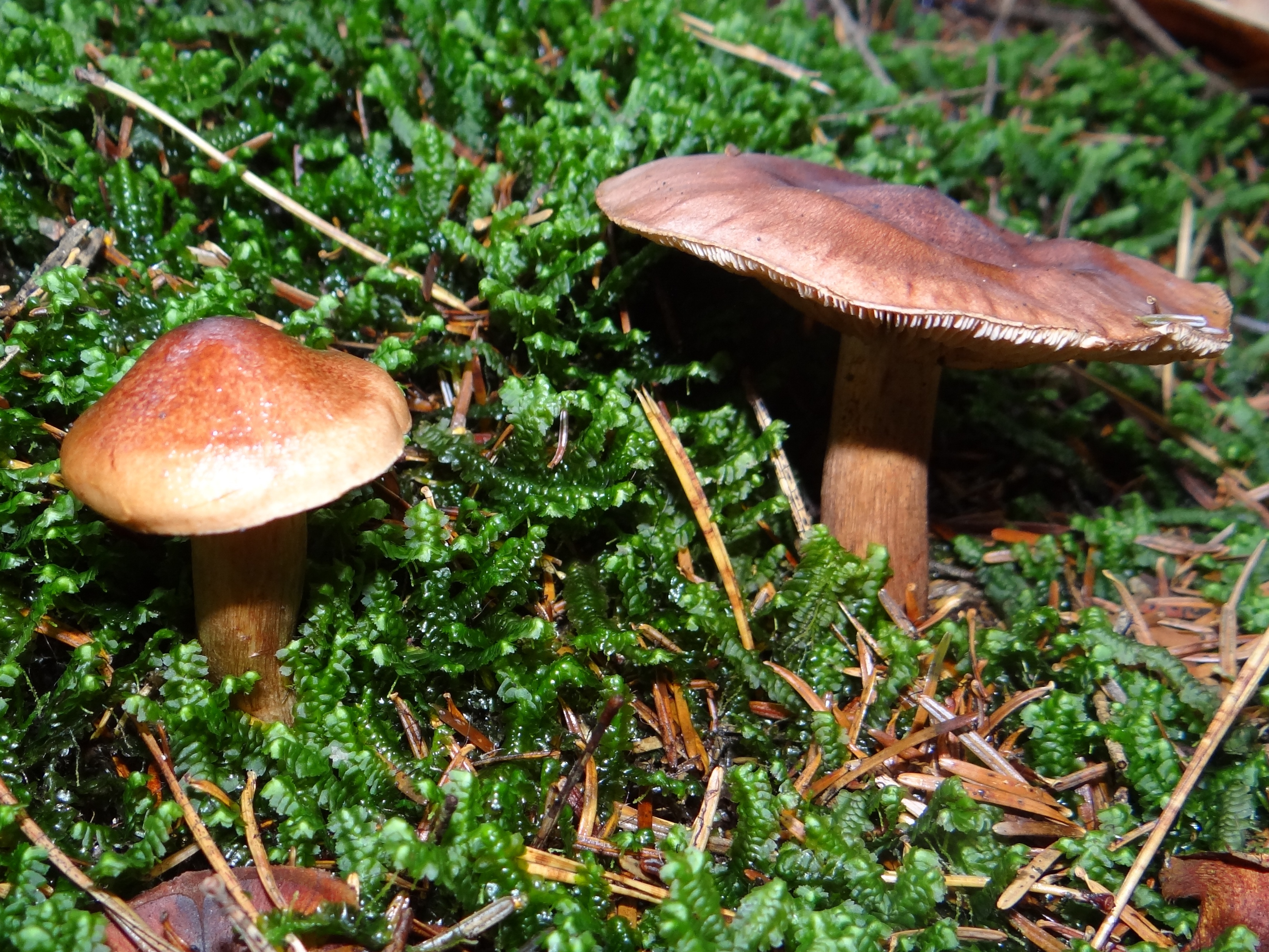
!!Tricholoma ustale!!
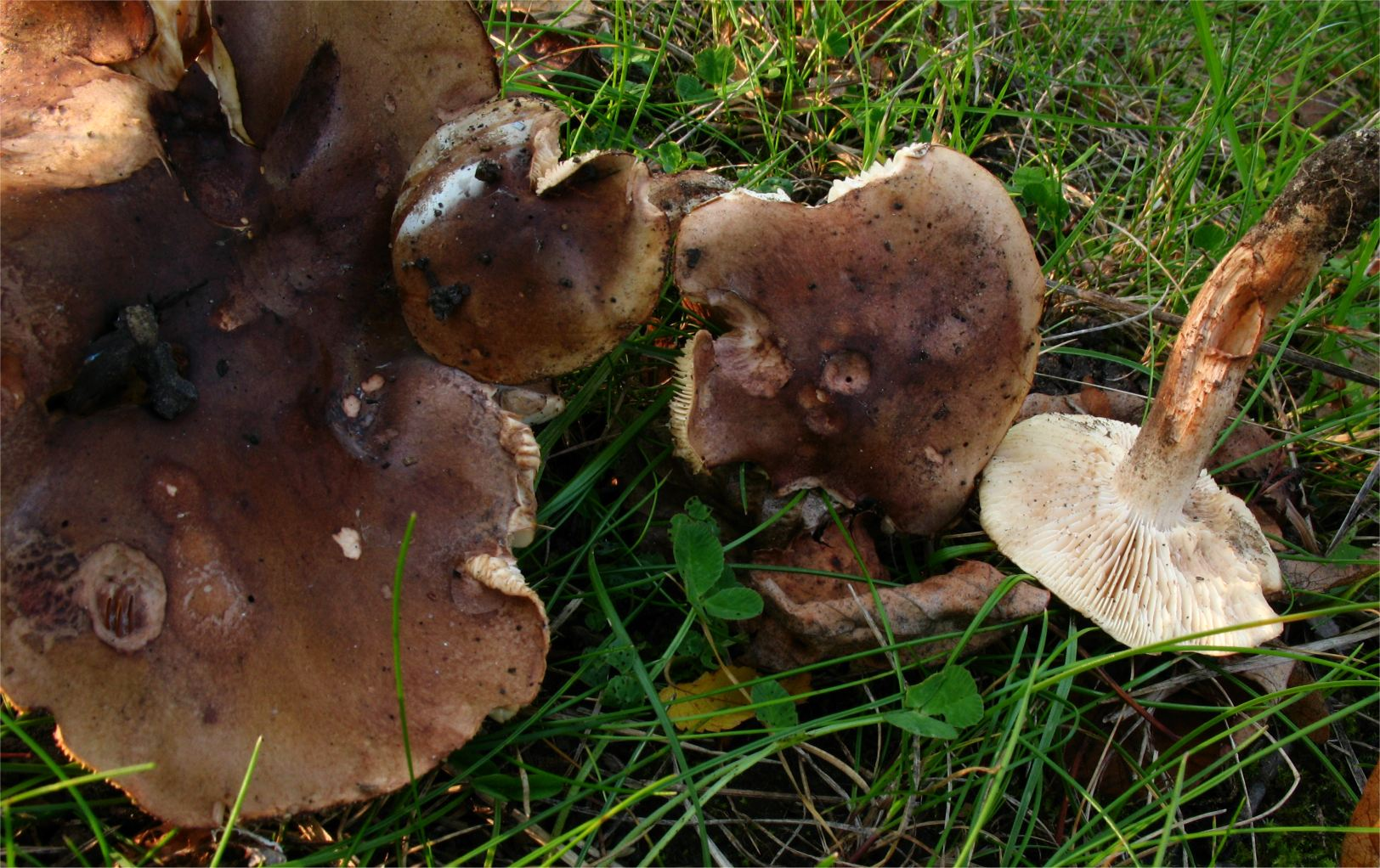
!Tricholoma ustaloides!
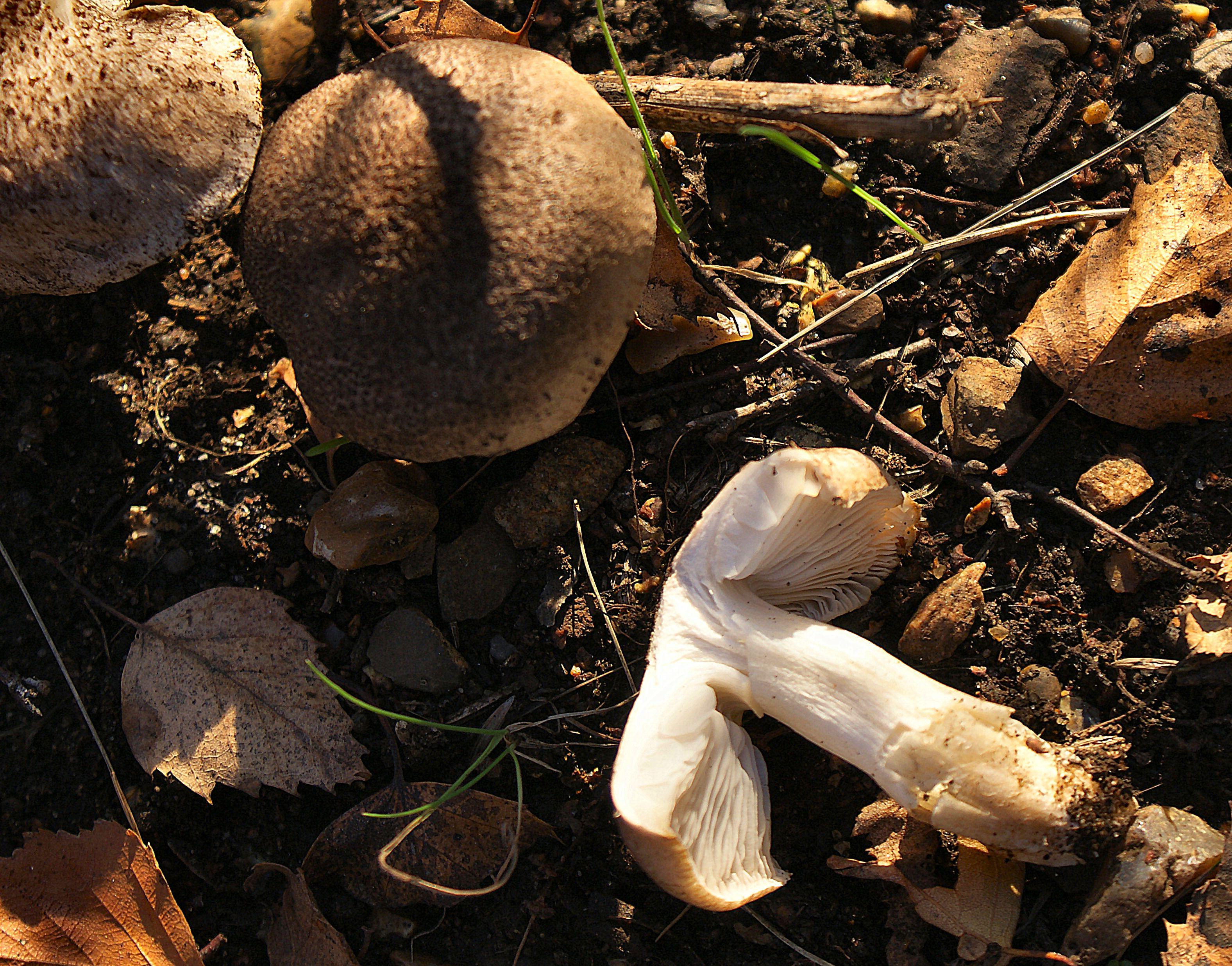
!!Tricholoma virgatum!!

## Valorificare
Deși unii autori văd ciuperca chiar slab otrăvitoare, ea este doar necomestibilă. Consumul nu se recomandă în nici un caz, pentru că amărăciunea și iuțimea cărnii rămâne și după fierbere.
| Nu mâncați niciodată bureți de genul Tricholoma iuți și/sau amari (nici după însilozare) pentru că provoacă aproape mereu tulburări gastrointestinale, parțial foarte severe. |